# Nogent-le-Rotrou
Pour les articles homonymes, voir Nogent et Rotrou (homonymie).
Nogent-le-Rotrou est une commune française située dans le département d'Eure-et-Loir en région Centre-Val de Loire, au cœur du parc naturel régional du Perche.

## Géographie

### Situation
La commune de Nogent-le-Rotrou est située dans la région naturelle du Perche s'étendant sur une partie des départements d'Eure-et-Loir, de l'Orne, de Loir-et-Cher, de la Sarthe et de l'Eure. Elle se situe dans la vallée de l'Huisne, axe de communication naturel qui la relie au Mans. La commune se trouve à 127 km au sud-ouest-ouest de Paris à vol d'oiseau. Elle est par ailleurs située à 52 km à l'ouest de Chartres, préfecture d'Eure-et-Loir. Au nord-ouest, elle est à 93 km d'Orléans, préfecture de la région Centre-Val de Loire, et au nord-est à 58 km du Mans, préfecture du département voisin de la Sarthe. La commune de Nogent-le-Rotrou est frontalière du département de l'Orne, et se trouve à une dizaine de kilomètres de celui de la Sarthe.

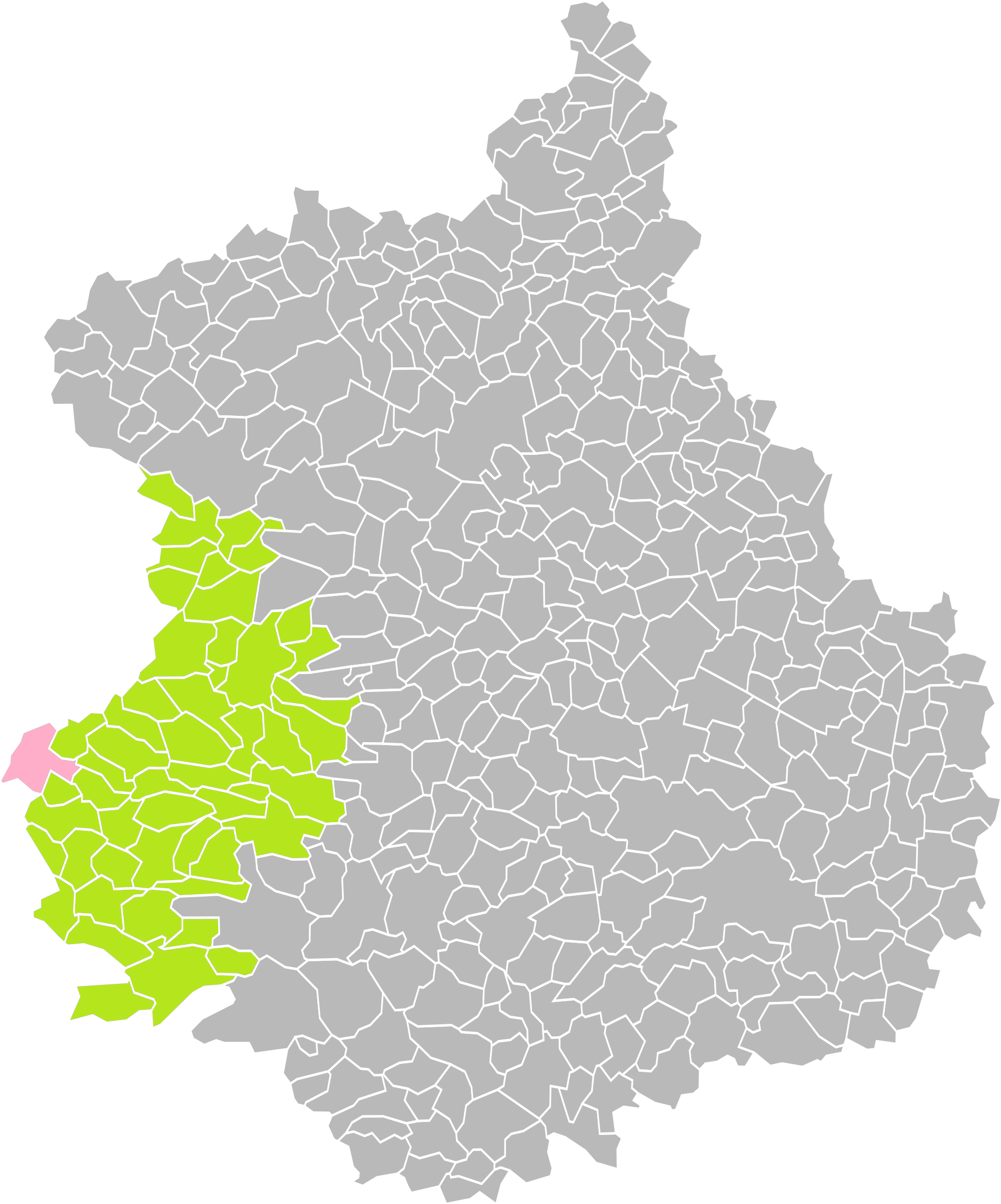
Position de Nogent-le-Rotrou (en rose) dans son arrondissement (en vert) au sein du département d'Eure-et-Loir (grisé).

### Communes et département limitrophes
| Dancé (Orne) Berd'huis (Orne) | Condeau (Orne) Saint-Pierre-la-Bruyère (Orne) | Margon                       |
| Saint-Hilaire-sur-Erre (Orne) | Nogent-le-Rotrou                              | Champrond-en-Perchet         |
| Mâle (Orne)                   | Saint-Jean-Pierre-Fixte Souancé-au-Perche     | Trizay-Coutretot-Saint-Serge |

### Hydrographie et relief
Nogent-le-Rotrou est située sur une importante faille d'orientation nord-est-est–sud-ouest-ouest. Cette faille sépare deux plateaux sédimentaires datant principalement du Crétacé et de l'Éocène. Des dépôts alluviaux occupent le fond des vallées.
Nogent-le-Rotrou est au confluent de l'Huisne et de son affluent la Rhône.

#### L'Huisne
L'Huisne tourne à angle droit quelques kilomètres avant la commune, se détournant de son orientation sud-est pour se diriger vers Le Mans et la Sarthe au sud-ouest, le long de la faille. Ces deux cours d'eau occupent le fond de larges vallées, où l'Huisne décrit de nombreux méandres, encaissées de 60 à 90 mètres dans le plateau. Les différences d'altitude sont donc importantes dans la commune, de 97 mètres à la sortie de l'Huisne à 213 mètres au sommet de la butte de Croisilles, qui domine la ville au nord-ouest.
Une partie du territoire de la commune, située à proximité du lit de l'Huisne et de ses affluents, est située en zone inondable. Les crues de l'Huisne peuvent être assez importantes, et la ville a été inondée à plusieurs reprises, notamment en 1930, 1966, 1993 et 1995. Pour limiter ce risque, un plan de prévention du risque inondation a été approuvé en 2001, et une digue haute de six mètres a été mise en service à Margon en 2006.
La commune abrite depuis 1972 d'une station hydrologique au pont de Bois : le débit moyen annuel ou module de l'Huisne, observé durant une période de 46 ans (de 1972 à 2018), est de 6,040 m3/s, soit 6 040 litres par seconde. La hauteur maximale instantanée, relevée le 23 janvier 1995, est de 2,45 m.

#### La Rhône
Nogent-le-Rotrou a bénéficié de 1971 à 1993 d'une station hydrologique sur la Rhône : le débit moyen annuel ou module, observé durant cette période de 23 ans, est de 0,552 m3/s, soit 552 litres par seconde. La hauteur maximale instantanée, relevée le 12 février 1988, est de 1,90 m.

### Climat
Pour des articles plus généraux, voir Climat du Centre-Val de Loire et Climat d'Eure-et-Loir.
En 2010, le climat de la commune est de type climat océanique dégradé des plaines du Centre et du Nord, selon une étude du CNRS s'appuyant sur une série de données couvrant la période 1971-2000. En 2020, Météo-France publie une typologie des climats de la France métropolitaine dans laquelle la commune est exposée à un climat océanique altéré et est dans la région climatique Normandie (Cotentin, Orne), caractérisée par une pluviométrie relativement élevée (850 mm/a) et un été frais (15,5 °C) et venté.
Pour la période 1971-2000, la température annuelle moyenne est de 10,9 °C, avec une amplitude thermique annuelle de 13,7 °C. Le cumul annuel moyen de précipitations est de 736 mm, avec 11,8 jours de précipitations en janvier et 7,8 jours en juillet. Pour la période 1991-2020, la température moyenne annuelle observée sur la station météorologique de Météo-France la plus proche, sur la commune de Vichères à 9 km à vol d'oiseau, est de 11,3 °C et le cumul annuel moyen de précipitations est de 731,9 mm,. Pour l'avenir, les paramètres climatiques de la commune estimés pour 2050 selon différents scénarios d'émission de gaz à effet de serre sont consultables sur un site dédié publié par Météo-France en novembre 2022.
| Mois                                  | jan.           | fév.           | mars          | avril         | mai           | juin          | jui.          | août          | sep.         | oct.          | nov.          | déc.           | année      |
| ------------------------------------- | -------------- | -------------- | ------------- | ------------- | ------------- | ------------- | ------------- | ------------- | ------------ | ------------- | ------------- | -------------- | ---------- |
| Température minimale moyenne (°C)     | 2,1            | 1,8            | 3,4           | 5,6           | 8,4           | 11,6          | 13,5          | 13,2          | 10,9         | 8,5           | 5,2           | 2,5            | 7,2        |
| Température moyenne (°C)              | 4,4            | 4,9            | 7,3           | 10,5          | 13,3          | 16,7          | 19,1          | 18,4          | 15,9         | 12,1          | 7,9           | 5              | 11,3       |
| Température maximale moyenne (°C)     | 6,7            | 7,9            | 11,2          | 15,4          | 18,3          | 21,9          | 24,7          | 23,7          | 20,9         | 15,7          | 10,6          | 7,4            | 15,4       |
| Record de froid (°C) date du record   | −11,8 08.01.10 | −12,5 12.02.12 | −8,3 13.03.13 | −3,5 07.04.21 | −0,8 02.05.21 | 2,8 12.06.11  | 5,8 04.07.08  | 5,4 21.08.14  | 2,6 30.09.12 | −1,8 26.10.10 | −7,2 30.11.10 | −10,1 26.12.10 | −12,5 2012 |
| Record de chaleur (°C) date du record | 15,7 01.01.22  | 20,2 27.02.19  | 24,1 31.03.21 | 27,7 20.04.18 | 28,4 28.05.17 | 35,8 18.06.22 | 39,8 25.07.19 | 37,8 08.08.20 | 34 09.09.23  | 27,8 02.10.23 | 21,6 01.11.15 | 14,7 30.12.22  | 39,8 2019  |
| Précipitations (mm)                   | 63,9           | 59,4           | 62,9          | 44,3          | 74,4          | 63,8          | 48,2          | 48,2          | 43,1         | 67,6          | 71,6          | 84,5           | 731,9      |

### Transports

#### Axes ferroviaires

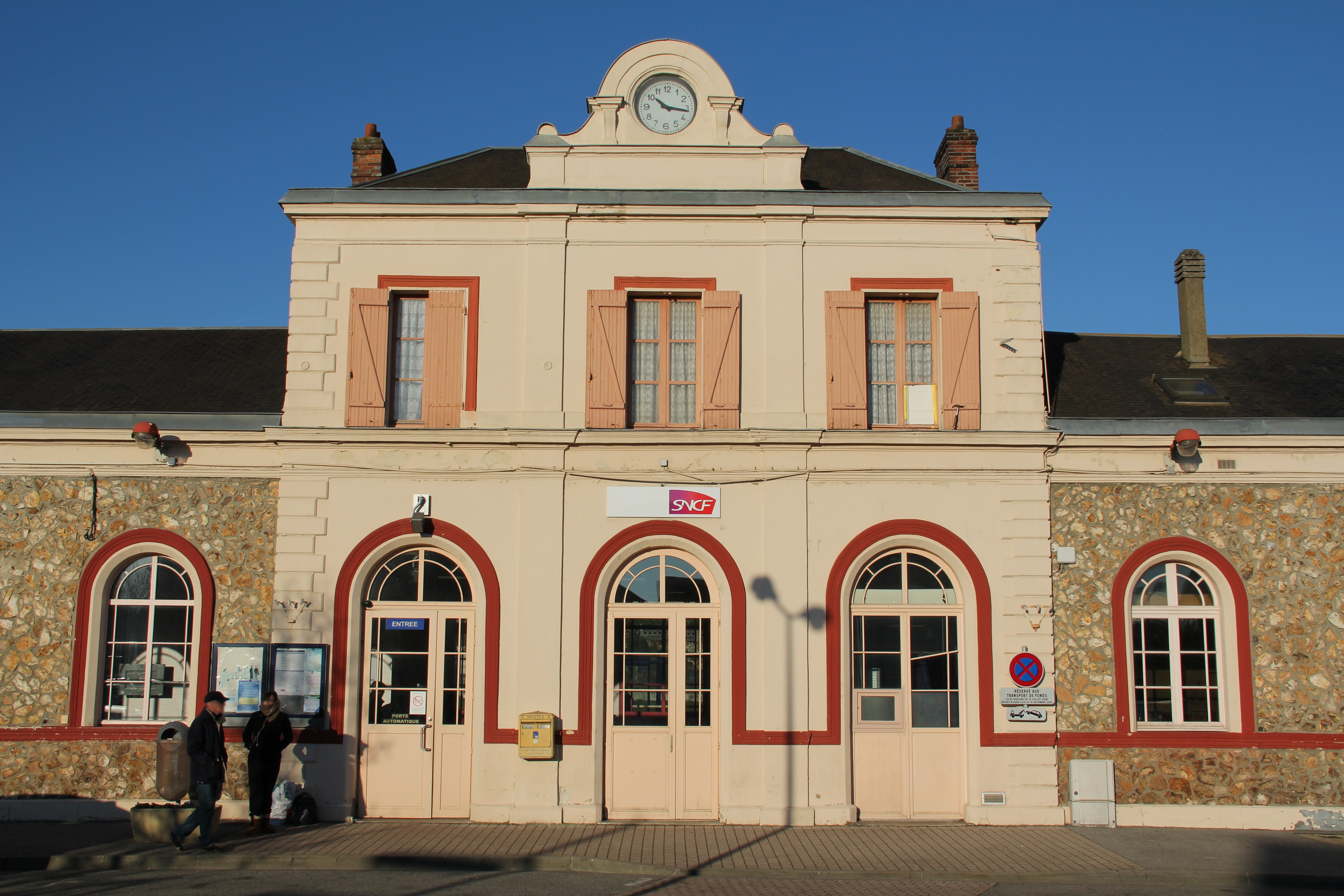
La gare de Nogent-le-Rotrou.

Nogent-le-Rotrou dispose d'une gare ferroviaire, la gare de Nogent-le-Rotrou, située sur la ligne Paris - Chartres - Le Mans. Depuis l'ouverture de la LGV Atlantique le 24 septembre 1989 et le détournement du trafic Grandes Lignes par cette nouvelle voie, Nogent-le-Rotrou n'est plus traversée que par des trains TER et des trains de fret. Depuis janvier 2013, Nogent-le-Rotrou est desservie en semaine par 19 trains quotidiens vers Chartres et 16 vers Le Mans. Les temps de parcours sont d'environ 40 minutes pour Chartres et d'environ 45 minutes pour Le Mans.
La Ligne d'Arrou à Nogent-le-Rotrou reliait Nogent-le-Rotrou à Châteaudun et Orléans, mais la dernière partie de cette ligne a été déclassée en 1995.

#### Axes routiers
Nogent-le-Rotrou était située jusqu'en 1972 sur la route nationale 155, reliant Orléans à Saint-Malo via Alençon et Fougères, et jusqu'en 2006 sur la route nationale 23, reliant Chartres (Paris) à Nantes via Le Mans et Angers. Ces routes ont respectivement été déclassées en route départementale 955 en 1972, et en route départementale 923 par un décret du 5 décembre 2005. La RN 23 a en effet été supplantée par l'autoroute A11 depuis son ouverture le 19 décembre 1975. Une rocade permet aux véhicules en transit de ne pas traverser le centre-ville.
Vu l'éloignement des échangeurs no 4 et no 5 de cette autoroute — situés respectivement à 21 km et 25 km du centre-ville — cette autoroute n'a pas permis d'améliorer considérablement les temps de parcours vers les villes proches. Elle a en revanche eu un effet important sur les temps de parcours vers des destinations plus lointaines. Les temps de trajet théoriques par la route sont ainsi de 53 minutes vers Chartres, 56 minutes vers Le Mans et 1 h 40 heures vers Paris. Il faut par ailleurs 35 minutes pour atteindre Mortagne-au-Perche, 46 minutes pour Châteaudun, 1 heure pour Alençon et 90 minutes pour Orléans par des routes départementales.
Nogent-le-Rotrou est reliée à d'autres villes et villages d'Eure-et-Loir et du Loiret par le réseau de bus Transbeauce. Trois lignes de bus relient Nogent-le-Rotrou à Châteaudun, Orléans, La Bazoche-Gouet et Happonvilliers. Deux lignes du réseau de bus Cap'Orne permettent par ailleurs aux voyageurs en provenance de Mortagne-au-Perche, Bellême, Mamers et Alençon de bénéficier des correspondances ferroviaires vers Paris en gare de Nogent-le-Rotrou.

#### Transports en commun
Nogent-le-Rotrou s'est dotée d'un réseau de bus urbain dès 1983. Le réseau Nobus, dont l'exploitation est déléguée à l'entreprise Transports d’Eure-et-Loir, compte deux véhicules et une ligne, exploitée du lundi au samedi. La fréquence est d'environ un bus par demi-heure en pointe, mais de nombreux arrêts ne sont desservis qu'à certaines heures de la journée. Depuis janvier 2023 la ligne « Nobus » est gratuite pour tous.

#### Transports aériens
Nogent-le-Rotrou ne possède pas d'aéroport ou d'aérodrome. Les aéroports les plus proches ouverts au trafic voyageurs régulier sont ceux d'Orléans — Saint-Denis-de-l'Hôtel (129 km), d'Angers — Loire (139 km), et surtout les aéroports franciliens de Paris-Orly (146 km) et Paris-Charles-de-Gaulle (177 km).

#### Modes doux
Nogent-le-Rotrou est située sur la véloroute Paris–Mont-Saint-Michel, « la Veloscenie » qui ne bénéficie pas de voirie propre dans la commune. De nombreux itinéraires de randonnée pédestre, équestre et VTT ont Nogent-le-Rotrou pour point de départ.

## Urbanisme

### Typologie
Au 1er janvier 2024, Nogent-le-Rotrou est catégorisée petite ville, selon la nouvelle grille communale de densité à 7 niveaux définie par l'Insee en 2022.
Elle appartient à l'unité urbaine de Nogent-le-Rotrou, une unité urbaine monocommunale constituant une ville isolée,. Par ailleurs la commune fait partie de l'aire d'attraction de Nogent-le-Rotrou, dont elle est la commune-centre,. Cette aire, qui regroupe 25 communes, est catégorisée dans les aires de moins de 50 000 habitants,.

### Occupation des sols
L'occupation des sols de la commune, telle qu'elle ressort de la base de données européenne d’occupation biophysique des sols Corine Land Cover (CLC), est marquée par l'importance des territoires agricoles (70,1 % en 2018), en diminution par rapport à 1990 (74,6 %). La répartition détaillée en 2018 est la suivante : 
terres arables (39,7 %), prairies (27,4 %), zones urbanisées (16,6 %), zones industrielles ou commerciales et réseaux de communication (7,4 %), forêts (5,9 %), zones agricoles hétérogènes (3 %). L'évolution de l’occupation des sols de la commune et de ses infrastructures peut être observée sur les différentes représentations cartographiques du territoire : la carte de Cassini (XVIIIe siècle), la carte d'état-major (1820-1866) et les cartes ou photos aériennes de l'IGN pour la période actuelle (1950 à aujourd'hui).

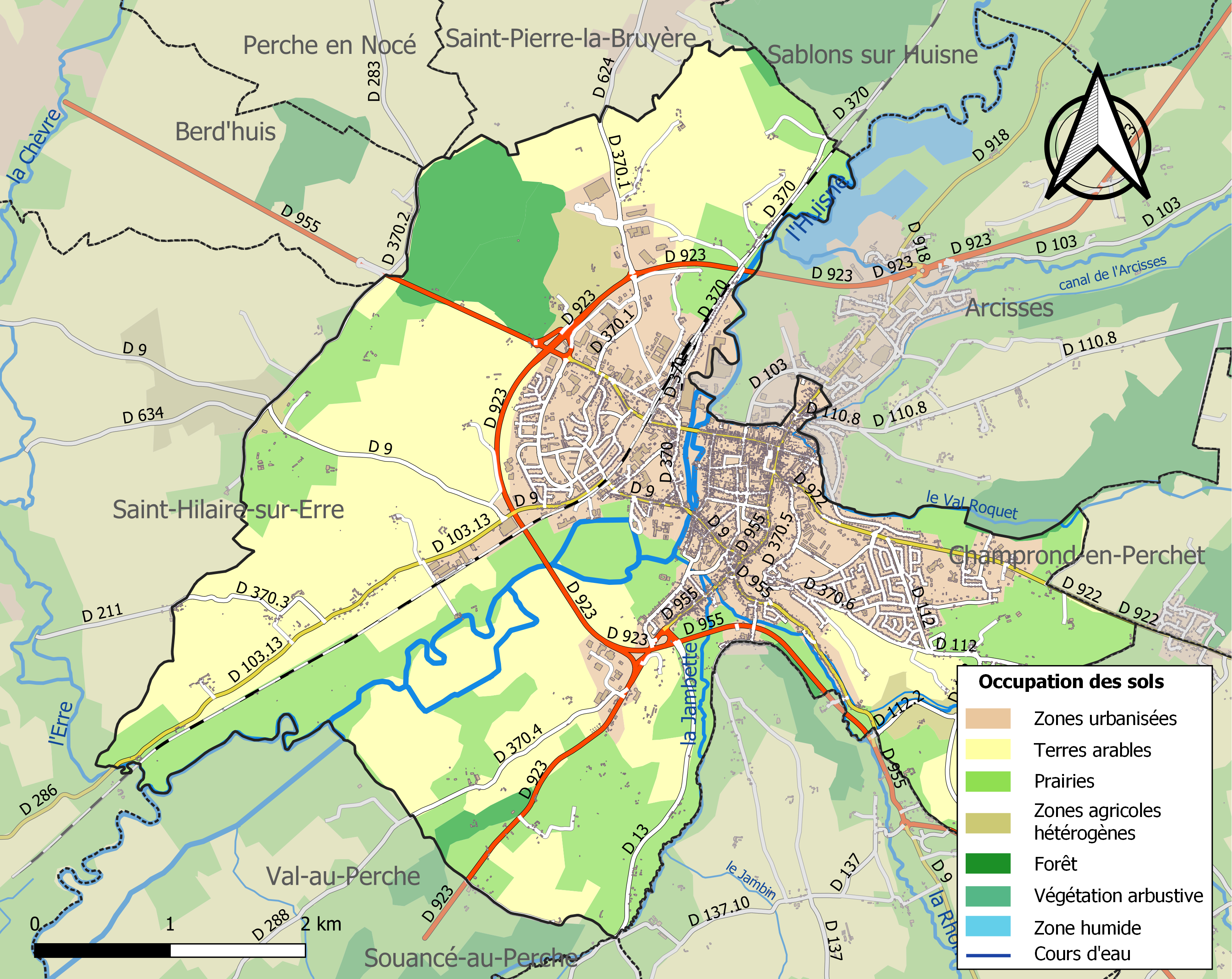
Carte des infrastructures et de l'occupation des sols de la commune en 2018 (CLC).

### Logement
La plupart des maisons du bas de la ville ont été construites dans les années 1920. Elles sont en pierres de meulière et surélevées de quatre ou cinq marches, car construites sur ce qui fut le marais de l'Huisne ; elles sont inondables. Depuis les dernières inondations en 1995, de gros travaux ont été faits par la ville avec des canaux qui évacuent l'eau qui descend de la partie haute de la ville. Les maisons de Nogent-le-Rotrou de cette époque ont toutes une façade sur la rue et un jardin derrière qui est généralement entouré de murs et bordé par les canaux d'évacuation des eaux. Cette configuration d'espaces séparés fait de Nogent-le-Rotrou la ville des chats qui foisonnent ; domestiques ou sauvages, ils ont là un terrain d'aventure idéal.

### Risques majeurs
Le territoire de la commune de Nogent-le-Rotrou est vulnérable à différents aléas naturels : météorologiques (tempête, orage, neige, grand froid, canicule ou sécheresse), inondations, mouvements de terrains et séisme (sismicité très faible). Il est également exposé à un risque technologique, le transport de matières dangereuses. Un site publié par le BRGM permet d'évaluer simplement et rapidement les risques d'un bien localisé soit par son adresse soit par le numéro de sa parcelle.

#### Risques naturels
Certaines parties du territoire communal sont susceptibles d’être affectées par le risque d’inondation par débordement de cours d'eau, notamment la Jambette, la Berthe, la Rhône, l'Huisne et l'Erre. La commune a été reconnue en état de catastrophe naturelle au titre des dommages causés par les inondations et coulées de boue survenues en 1992, 1993, 1995, 1999 et 2001,.

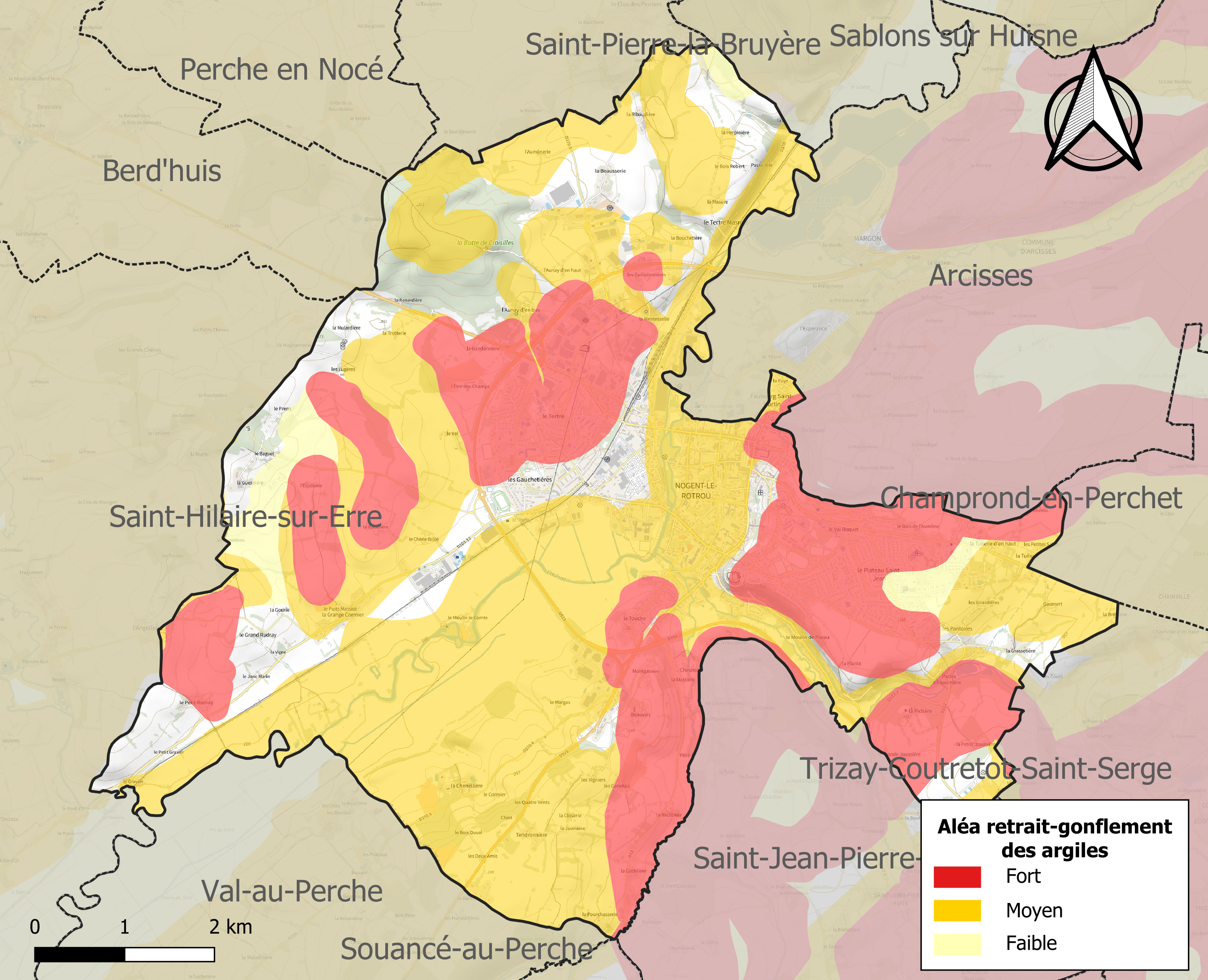
Carte des zones d'aléa retrait-gonflement des sols argileux de Nogent-le-Rotrou.

Les mouvements de terrains susceptibles de se produire sur la commune sont des mouvements de sols liés à la présence d'argile, des affaissements et effondrements liés aux cavités souterraines (hors mines) et des effondrements généralisés. L'inventaire national des cavités souterraines permet de localiser celles situées sur la commune.
Le retrait-gonflement des sols argileux est susceptible d'engendrer des dommages importants aux bâtiments en cas d’alternance de périodes de sécheresse et de pluie. 79,7 % de la superficie communale est en aléa moyen ou fort (52,8 % au niveau départemental et 48,5 % au niveau national). Sur les 3 316 bâtiments dénombrés sur la commune en 2019, 2817 sont en aléa moyen ou fort, soit 85 %, à comparer aux 70 % au niveau départemental et 54 % au niveau national. Une cartographie de l'exposition du territoire national au retrait gonflement des sols argileux est disponible sur le site du BRGM,.
Concernant les mouvements de terrains, la commune a été reconnue en état de catastrophe naturelle au titre des dommages causés par la sécheresse en 1989, 1991, 1992, 1993, 2002, 2003, 2009, 2011, 2018 et 2020, par des mouvements de terrain en 1999 et par des glissements de terrain en 1991 et 1992.

#### Risques technologiques
Le risque de transport de matières dangereuses sur la commune est lié à sa traversée par des infrastructures routières ou ferroviaires importantes ou la présence d'une canalisation de transport d'hydrocarbures. Un accident se produisant sur de telles infrastructures est en effet susceptible d’avoir des effets graves au bâti ou aux personnes jusqu’à 350 m, selon la nature du matériau transporté. Des dispositions d’urbanisme peuvent être préconisées en conséquence.

## Toponymie
La ville fut d'abord appelée Nogionum (« terre nouvellement défrichée »), puis Novigentum et Nogentum (« nouveau peuple », « nouvelle ville ») à l'époque gallo-romaine. Du fait de l'apparition d'un château, elle fut appelée Castrum Nogenti (« château de Nogent ») au XIe siècle, avant que le toponyme Nogent-le-Rotrou apparaisse au XIIe siècle, du nom des seigneurs de la ville et comtes du Perche,. Malgré les tentatives de renommage de la ville (Louis de Bourbon-Condé, duc d'Enghien, fit appeler la ville Enghien-le-Français en 1560 ; Sully la rebaptisa Nogent-le-Béthune en 1632 ; la ville fut aussi brièvement appelée Nogent-le-Républicain durant la Révolution française, de 1794 à 1795), le nom Nogent-le-Rotrou resta d'usage à partir du XIIe siècle.
La forme ancienne nogiomum permet de dissocier ce Nogent des autres Nogent, il s'agit ici d'une composition novio- (nouveau), plus -magos  (champ, marché), donc « le nouveau marché ».
La famille de Rotrou est une famille noble française, originaire du Perche. Plusieurs de ses membres ont été comtes du Perche. Ils ont donné leur nom à Nogent-le-Rotrou et Montfort-le-Rotrou (aujourd'hui Montfort-le-Gesnois).

## Politique et administration

### Tendances politiques et résultats
Les électeurs de la commune votent généralement à droite lors des élections nationales. Au premier tour de l'élection présidentielle de 2002, la commune a plus massivement voté pour les candidats de la droite parlementaire et de l'extrême-droite que la France entière, Jacques Chirac obtenant 22,22 % des voix (contre 19,88 % à l'échelle nationale) et Jean-Marie Le Pen 19,42 % (16,86 % en France, contre respectivement cinq et six points dans la France entière. En 2012 François Hollande obtenait 48,62% des voix contre 51,38% pour Nicolas Sarkozy. Aux 2e tour des élections législatives de 2012 Laure de la Raudière (UMP) obtenait à Nogent-le-Rotrou 50,96% ; 52,58% sur la 3e circonscription et Harold Huwart (PRG) 49,04% ; 47,42% sur la 3e circonscription.
Néanmoins, les élections municipales donnent la majorité au centre-gauche depuis le milieu des années 1960. François Huwart (Parti radical de gauche) a été reconduit dans son cinquième mandat de maire lors de l'élection de 2014. Sa liste a obtenu une majorité de 53,98 % des voix face à la liste de Jean-François Nomblot (DVD), lui permettant de détenir 26 des 33 sièges du conseil municipal.
La gauche est nettement majoritaire au sein du conseil municipal issu des élections municipales de mars 2014. L'ancien secrétaire d'État au commerce extérieur et ancien député François Huwart (Parti radical de gauche) a en effet été reconduit pour son cinquième mandat de maire avec 53.93 % des voix au premier tour, et la liste qu'il dirigeait a obtenu 26 sièges contre sept pour l'opposition<. Le conseil municipal de Nogent-le-Rotrou compte neuf adjoints au maire.

### Liste des maires

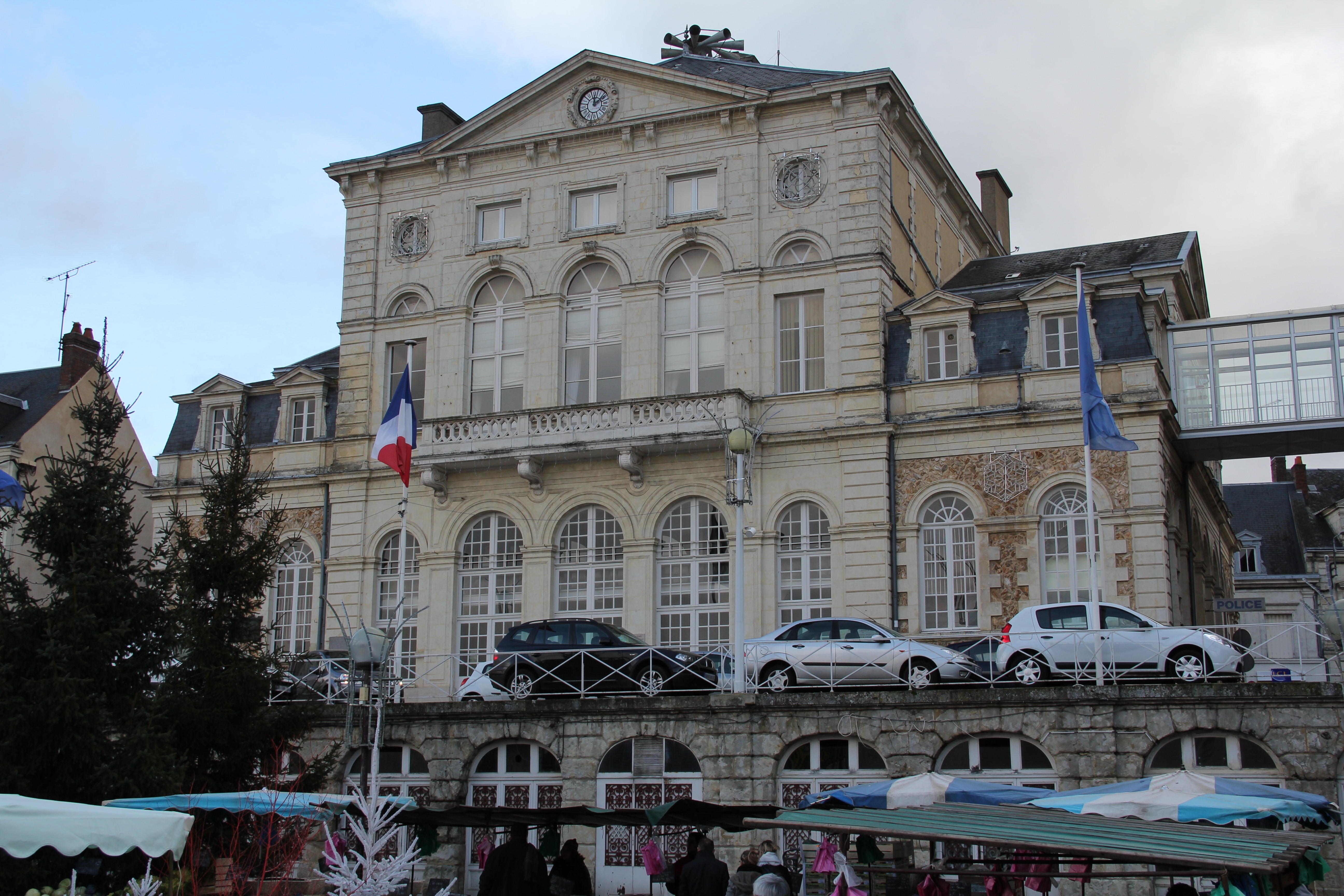
Le bâtiment principal de l'hôtel de ville, vu depuis la place Saint-Pol.

Les institutions municipales de Nogent-le-Rotrou sont installées dans l'Hôtel de Ville, édifice imposant situé Place Saint-Pol et construit entre 1853 et 1860. Celui-ci s'est agrandi au cours du XXe siècle lors de l'achat par la ville du bâtiment qu'occupait le Grand Café de la Comédie, et auquel le bâtiment principal est maintenant relié par une passerelle.
Depuis 1945, neuf maires ont exercé la fonction de maire de Nogent-le-Rotrou :
| Période        | Période                       | Identité                                | Étiquette            | Qualité |
| -------------- | ----------------------------- | --------------------------------------- | -------------------- | --- |
| mai 1945       | août 1955                     | Robert Brizard                          | RI                   | Directeur de société d'assurance Sénateur d'Eure-et-Loir (1946 → 1959) Démissionnaire |
| août 1955      | 1958                          | Henri Dourdoigne (1895-1962)            |                      | |
| 1958           | mars 1965                     | Michel Hoguet                           | UNR (app.)           | Avoué puis avocat Député d'Eure-et-Loir (3e circ.) (1958 → 1973) |
| mars 1965      | juillet 1987                  | Robert Huwart (d) (1920-1987)           | PS puis MRG          | Directeur d'entreprise Conseiller général de Nogent-le-Rotrou (1967 → 1985) Président du conseil général d'Eure-et-Loir (1979 → 1985) Décédé en fonction |
| 1987           | mars 1989                     | Jean Cotinet                            | PS                   | |
| mars 1989      | septembre 1999                | François Huwart (Fils de Robert Huwart) | MRG puis PRG         | Haut fonctionnaire Député d'Eure-et-Loir (3e circ.) (1997 → 1999) Conseiller régional du Centre (1986 → 2003) Vice-president du conseil régional du Centre (1998 → 2003) Démissionnaire après sa nomination au gouvernement Jospin |
| septembre 1999 | mai 2002                      | Willy Decraemere (1947-2022)            | PRG                  | Médecin rhumatologue Démissionnaire |
| mai 2002       | juillet 2020                  | François Huwart                         | PRG puis MR          | Haut fonctionnaire Secrétaire d'État au Commerce extérieur (1999 → 2002) Député d'Eure-et-Loir (3e circ.) (2003 → 2007) Conseiller régional du Centre (1986 → 2003) Vice-president du conseil régional (1998 → 2003) Président de la CC du Perche (2014 → 2020)                                                                                                 |
| juillet 2020   | juillet 2024                  | Harold Huwart (Fils du précédent)       | PRG puis MR puis PRV | Agrégé d'histoire, ancien élève de Normale sup et de l'ENA Député d'Eure-et-Loir (3e circ.) (2024 → ) Conseiller régional du Centre-Val de Loire (2015 → ) Vice-président du conseil régional (2021 → 2024) Président de la CC du Perche (2020 → 2024) Vice-président du Mouvement radical puis du Parti radical Démissionnaire après son élection comme député |
| juillet 2024,  | En cours (au 25 juillet 2024) | Jérémie Crabbe                          | PRV                  | Chef de cabinet Premier adjoint au maire (2020 → 2024) 1er vice-président de la CC du Perche (2020 → ) |

### Politique de la ville

La communauté de communes du Perche dans le département d'Eure-et-Loir, 2018.

Un contrat urbain de cohésion sociale (CUCS) a été signé le 16 février 2007 entre les représentants de la Ville, du Conseil général, de l'État et de la Caisse d'allocations familiales. Concernant le quartier des Gauchetières jusqu'en 2010, ce contrat met l'accent sur la réussite scolaire des enfants et adolescents de ce quartier.

#### Politique environnementale
En 1977, Nogent-le-Rotrou a mis en place avec la commune voisine de Margon un syndicat intercommunal de collecte et de traitement des ordures ménagères (SICTOM), qui collecte bi-hebdomadairement les ordures ménagères, hebdomadairement les emballages ménagers et mensuellement le verre usagé. Une déchèterie est installée à quatre kilomètres au sud-est du centre-ville. Depuis la fin de l'année 2011, le SICTOM met à la disposition des habitants des composteurs individuels, de façon à réduire la quantité de déchets traités par la collectivité.

#### Intercommunalité
Nogent-le-Rotrou est le siège de la communauté de communes du Perche, structure intercommunale à fiscalité propre créée le 26 décembre 2006. Nogent-le-Rotrou représente plus de la moitié des habitants de cette communauté de communes, qui rassemble environ 18 000 habitants (2015) et 22 communes en 2018. Le président de la communauté de communes du Perche est François Huwart, maire de Nogent-le-Rotrou.

### Jumelages
La ville de Nogent-le-Rotrou est jumelée avec une ville allemande et une ville britannique :
| Ville | Ville       | Pays | Pays        | Période     |
| ----- | ----------- | ---- | ----------- | ----------- |
|       | Baiersbronn |      | Allemagne   | depuis 1964 |
|       | Midhurst    |      | Royaume-Uni | depuis 1980 |

- Baiersbronn (Allemagne) est à 557 km à l'est[1] ;
- Midhurst (Royaume-Uni) est à 317 km au nord-nord-ouest[1].

### Découpage administratif
Nogent-le-Rotrou est le chef-lieu d'un canton qui depuis la réforme des Conseils départementaux compte les communes suivantes : Arcisses, Argenvilliers, Belhomert-Guehouville, Champrond-en-Gâtine, Champrond-en-Perchet, Chassant, Combres, Les Corvées-les-Yys, La Croix du Perche, Fontaine-Simon, Frétigny, La Gaudaine, Happonvilliers, La Loupe, Manou, Marolles-les-Buis, Meaucé, Montireau, Montlandon, Nogent-le-Rotrou, Nonvilliers-Grand'houx, Saint-Denis-d'Authou, Saint-Eliph, Saint-Jean-Pierre-Fixte, Saint-Maurice-St-Germain, Saint-Victor-de-Buthon, Souancé-au-Perche, Thiron-Gardais, Trizay-Coutretot-Saint-Serge, Vaupillon, Vichères.
Les conseillers départementaux du canton sont depuis les élections départementales de 2015 : Pascale de Souancé et Luc Lamirault. Le canton a une superficie de 500 km2 pour une population de 25 525 habitants en 2015 et donc 59 habitants au km².
Nogent-le-Rotrou est depuis 1800 — avec une interruption entre 1926 et 1943 — l'une des trois sous-préfectures d'Eure-et-Loir. Son arrondissement est de taille assez réduite — 811 km2 — et correspond à peu près à la partie eurélienne du Perche. La sous-préfecture est installée dans un petit édifice du centre-ville. La sous-préfète de l'arrondissement de Nogent-le-Rotrou est Naaïma MEJANI.
Outre la sous-préfecture, la ville accueille une brigade de gendarmerie et un service déconcentré du Trésor public. De plus, la ville a sous son autorité un service de police municipale.
La commune, située dans la région Centre-Val de Loire, est frontalière de la Normandie (département de l'Orne).

#### Instances judiciaires et administratives
Un tribunal d'instance et un conseil de prud'hommes étaient installés à Nogent-le-Rotrou jusqu'à la fin des années 2000. Dans le cadre de la réforme de la carte judiciaire, ces juridictions ont été transférées à Chartres entre 2008 et 2010, et le bâtiment qu'elles occupaient transformé en une Maison de la Justice et du Droit.

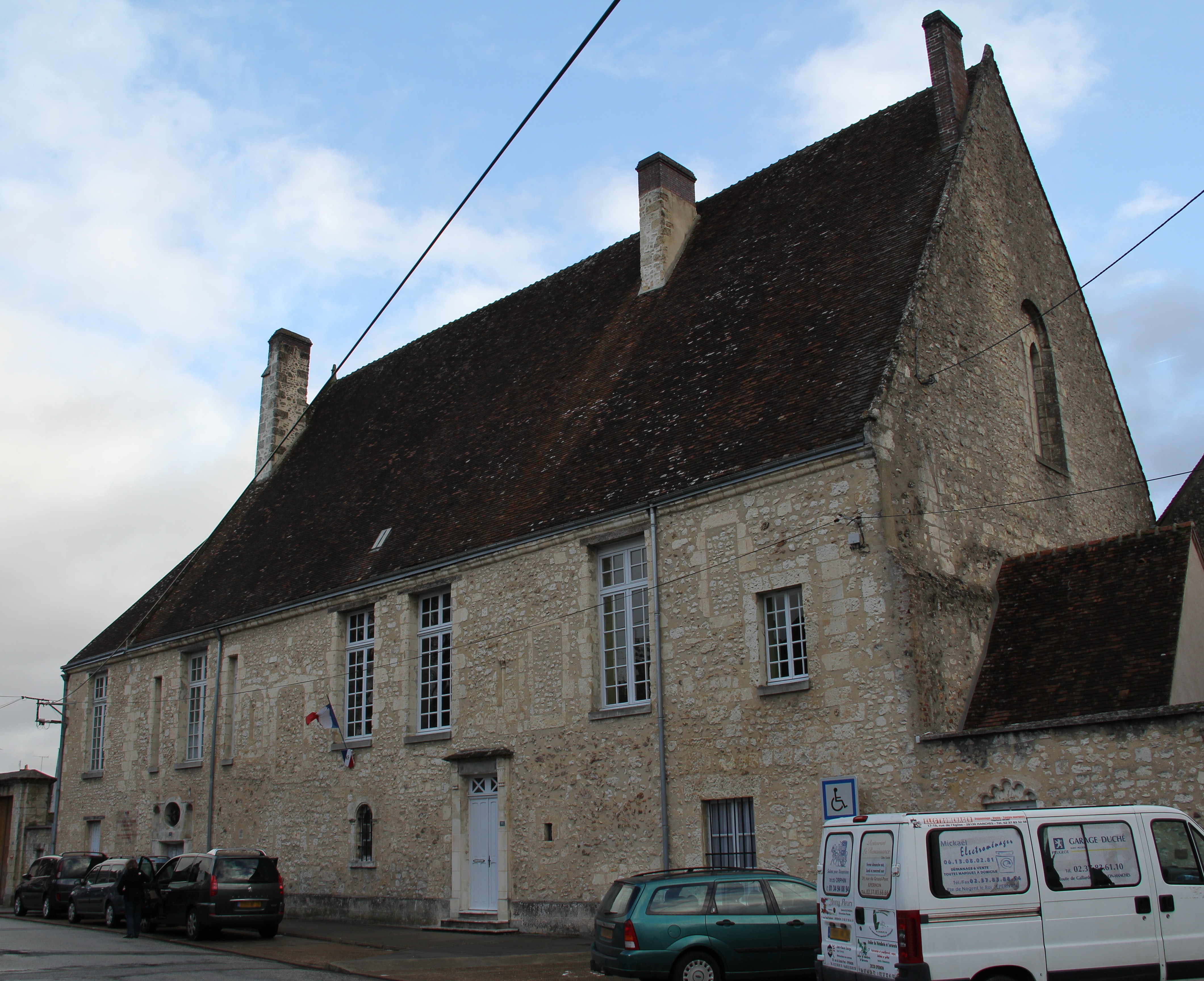
La Maison de la Justice et du Droit, installée dans un bâtiment de l'ancien prieuré Saint-Denis.
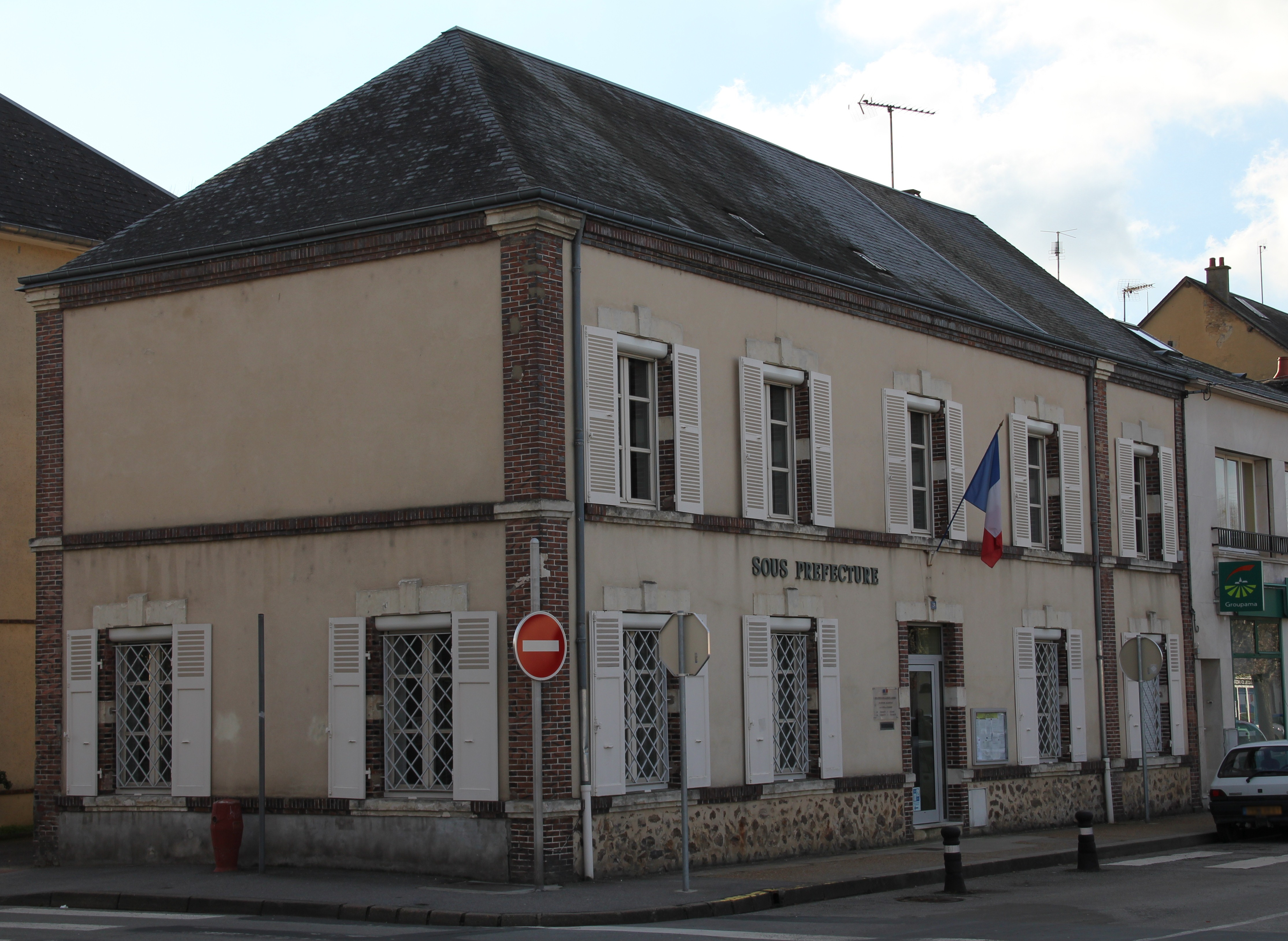
La sous-préfecture de Nogent-le-Rotrou.

## Population et société

### Démographie
La croissance démographique de la ville a dans l'ensemble été faible depuis la fin du XIXe siècle, en raison de l'attraction de l'agglomération parisienne et de la faiblesse de l'économie locale. Néanmoins, la ville a gagné plus de 1 600 habitants dans les années 1870-1880, grâce à l'installation de plusieurs unités militaires, et surtout plus de 5 000 habitants au cours des Trente Glorieuses avec la création de nouveaux quartiers. Depuis 1975, la population nogentaise décroît lentement : les soldes naturel et migratoire de Nogent-le-Rotrou sont entre 1999 et 2008 tous deux négatifs.
Le dernier recensement de l'INSEE en 2015 donne 9 956 habitants en 2015.

Évolution démographique comparée de Nogent-le-Rotrou, du département d'Eure-et-Loir, de la région Centre et de la France métropolitaine entre 1800 et 2007, base 100 en 1800 pour Nogent-le-Rotrou, en 1801 pour les autres.

L'évolution du nombre d'habitants est connue à travers les recensements de la population effectués dans la commune depuis 1793. Pour les communes de plus de 10 000 habitants les recensements ont lieu chaque année à la suite d'une enquête par sondage auprès d'un échantillon d'adresses représentant 8 % de leurs logements, contrairement aux autres communes qui ont un recensement réel tous les cinq ans,.

En 2022, la commune comptait 9 305 habitants, en évolution de −6,39 % par rapport à 2016 (Eure-et-Loir : −0,23 %, France hors Mayotte : +2,11 %).
| 1793  | 1800  | 1806  | 1821  | 1831  | 1836  | 1841  | 1846  | 1851  |
| ----- | ----- | ----- | ----- | ----- | ----- | ----- | ----- | ----- |
| 6 850 | 6 514 | 6 634 | 6 599 | 6 825 | 6 861 | 6 929 | 7 057 | 6 983 |

| 1856  | 1861  | 1866  | 1872  | 1876  | 1881  | 1886  | 1891  | 1896  |
| ----- | ----- | ----- | ----- | ----- | ----- | ----- | ----- | ----- |
| 6 770 | 7 105 | 7 006 | 7 056 | 7 638 | 7 778 | 8 372 | 8 668 | 8 489 |

| 1901  | 1906  | 1911  | 1921  | 1926  | 1931  | 1936  | 1946  | 1954  |
| ----- | ----- | ----- | ----- | ----- | ----- | ----- | ----- | ----- |
| 8 415 | 8 406 | 8 279 | 7 475 | 7 218 | 7 206 | 7 326 | 7 798 | 8 765 |

| 1962  | 1968   | 1975   | 1982   | 1990   | 1999   | 2006   | 2011   | 2016  |
| ----- | ------ | ------ | ------ | ------ | ------ | ------ | ------ | ----- |
| 9 428 | 11 578 | 12 806 | 12 464 | 11 591 | 11 524 | 11 488 | 10 800 | 9 940 |

| 2021  | 2022  | - | - | - | - | - | - | - |
| ----- | ----- | - | - | - | - | - | - | - |
| 9 341 | 9 305 | - | - | - | - | - | - | - |

#### Pyramide des âges
La population de la commune est relativement âgée.
En 2018, le taux de personnes d'un âge inférieur à 30 ans s'élève à 29,9 %, soit en dessous de la moyenne départementale (34,7 %). À l'inverse, le taux de personnes d'âge supérieur à 60 ans est de 37,8 % la même année, alors qu'il est de 26,5 % au niveau départemental.
En 2018, la commune comptait 4 430 hommes pour 5 180 femmes, soit un taux de 53,9 % de femmes, largement supérieur au taux départemental (51,12 %).
Les pyramides des âges de la commune et du département s'établissent comme suit.
| Hommes | Classe d’âge | Femmes |
| ------ | ------------ | ------ |
| 1,3    | 90 ou +      | 3,6    |
| 13,2   | 75-89 ans    | 18,2   |
| 18,0   | 60-74 ans    | 20,6   |
| 18,0   | 45-59 ans    | 18,1   |
| 14,0   | 30-44 ans    | 14,2   |
| 19,2   | 15-29 ans    | 13,0   |
| 16,3   | 0-14 ans     | 12,3   |

| Hommes | Classe d’âge | Femmes |
| ------ | ------------ | ------ |
| 0,8    | 90 ou +      | 1,9    |
| 7,1    | 75-89 ans    | 9,5    |
| 17,3   | 60-74 ans    | 18     |
| 20,6   | 45-59 ans    | 20     |
| 18,2   | 30-44 ans    | 18,2   |
| 16,2   | 15-29 ans    | 14,4   |
| 19,8   | 0-14 ans     | 18,1   |

### Enseignement

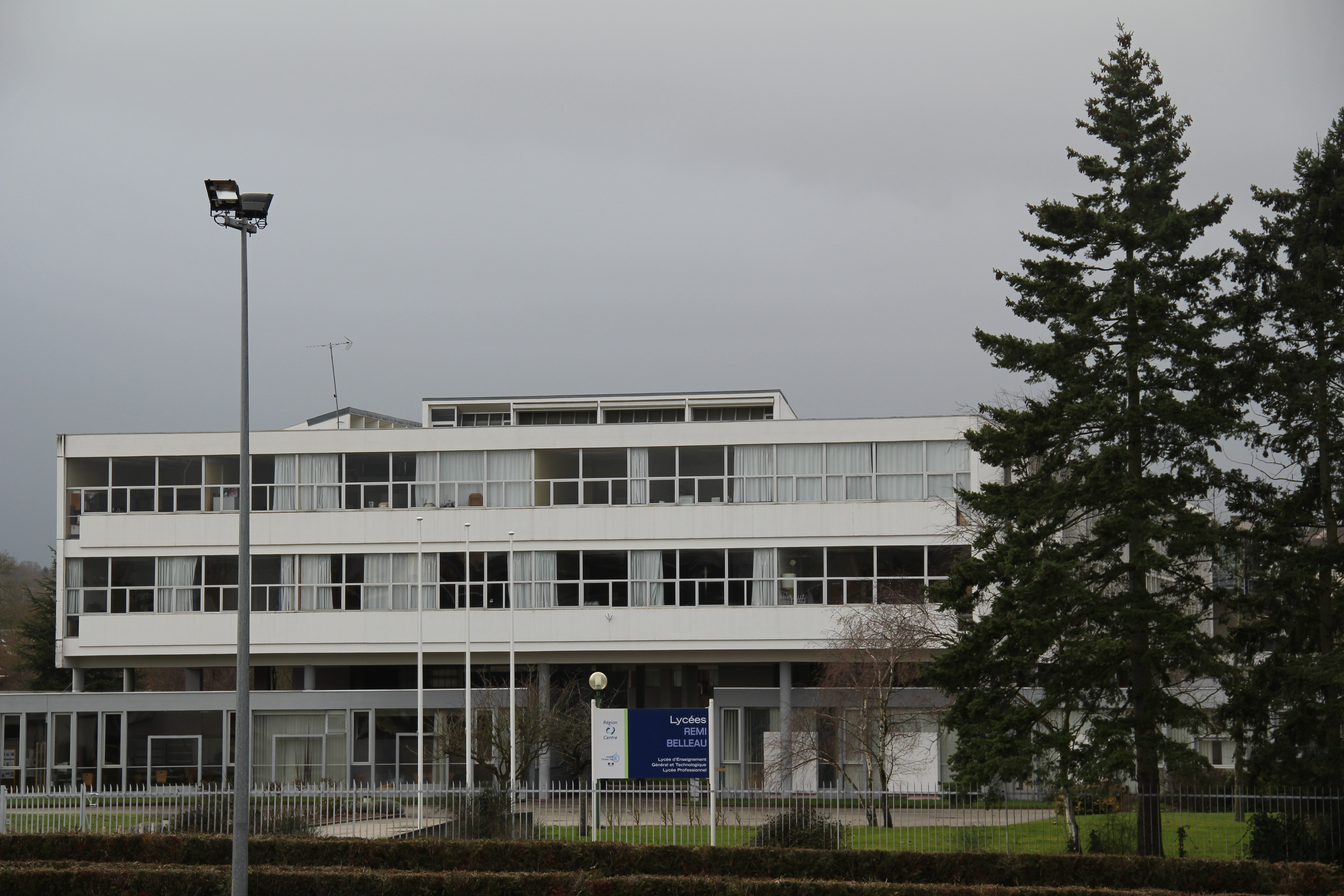
Le lycée Rémi-Belleau, label Architecture contemporaine remarquable.

Nogent-le-Rotrou est située dans l'académie d'Orléans-Tours.
La ville administre quatre écoles maternelles avec 16 classes pour 330 élèves en 2015 et cinq écoles élémentaires communales pour 26 classes et 563 élèves en 2015.
Le département gère deux collèges, le collège Arsène-Meunier et le collège Pierre-Brossolette, et la région gère deux lycées, le lycée Rémi-Belleau et le lycée des métiers Sully.
Le lycée Rémi-Belleau, bénéficiaire du label Architecture contemporaine remarquable, accueille environ 1 000 élèves, étudiants et enseignants dans ses filières générale, technologique et professionnelles, tandis que le lycée Sully accueille des filières professionnelles.
À ces établissements publics s'ajoutent une école primaire, un collège et un lycée agricole privés, ainsi que plusieurs établissements spécialisés.
L'offre d'enseignement supérieur de la ville est constituée des trois BTS proposés par le lycée Rémi-Belleau.

#### Collège Pierre-Brossolette
Le résistant Pierre Brossolette donne son nom à un des collèges de Nogent-le-Rotrou. Il est composé de quatre bâtiments, dont un a été rénové à la fin des années 2010.

### Santé
Nogent-le-Rotrou possède un centre hospitalier public, réparti sur trois sites tous situés avenue de l'Europe : le nouvel hôpital, qui offre : 1 Service d'Accueil Urgences SMUR 24h/24 & 7j/7, 7 Places d'activité Ambulatoire (Chirurgie et Explorations Fonctionnelles), 60 lits en Médecine et 30 lits en SSR (Soins de suite et de réadaptation), et les deux établissements d'hébergement pour personnes âgées dépendantes (EHPAD) de La Roseraie et La Charmille avec pour les deux 160 lits,
La ville n'accueille plus de centre périnatal depuis le début des années 2000 en raison de la baisse du nombre de naissances. Les femmes enceintes sont donc obligées d'accoucher au Mans ou à Chartres, villes toutes deux situées à environ 60 kilomètres de Nogent le Rotrou.
La ville accueille un corps médical important en raison de sa taille et de son rôle de centre urbain pour les habitants de l'ensemble du Perche. On y compte ainsi en 2011 une trentaine de médecins — toutes spécialités confondues — et une demi-douzaine de pharmacies.

### Manifestations culturelles et festivités
- Depuis 2004, Le festival du Thé Vert est organisé le premier week-end de juillet par l'association L'Arrosoir. Comme son nom l'indique, il se déroule notamment au THÉâtre de VER(T)dure de Nogent-le-Rotrou et a pour objectif de favoriser la rencontre entre des artistes de musiques actuelles et le public.
- Percheval, la fête du cheval percheron, a lieu chaque année depuis 2002 durant le weekend de l'Ascension. Des spectacles et animations prennent alors pour thème le Moyen Âge et la Renaissance, tandis que des artisans locaux vendent leur production[61].
- La ville accueille un marché chaque samedi : celui-ci se tient le matin place Saint-Pol pour les produits alimentaires, et toute la journée place du 11-Août-1944 pour les produits manufacturés.

### Sports
L'équipement de la commune en infrastructures sportives est important, avec une demi-douzaine de salles de sport, deux stades et une piscine répartis en six implantations différentes. La base de loisirs de la Borde, située dans la commune voisine de Margon, complète cet équipement.
Les Nogentais ont ainsi la possibilité de pratiquer des sports aussi divers que l'athlétisme, le badminton, le basket-ball, le bowling, la boxe, l'escalade, le football, le football en salle, la gymnastique, le handball, le hockey sur gazon, la natation, la pêche, la randonnée pédestre, le rugby, le tennis, le tir à l'arc, la tyrolienne, le volley-ball, le VTT, le judo, le tennis de table, ou encore différents sports nautiques. De nombreuses associations sportives opèrent dans la ville.

### Médias
Le journal hebdomadaire local L'Action républicaine, propriété du groupe Publihebdos, a ses bureaux dans la ville. Il succède à La Liberté du Perche, hebdomadaire à tendance communiste publié entre 1945 et 1964, au Petit Nogentais (1954-1964) et à La Gazette Française (1944-1964), fondés tous les deux par André Dumas.
Le quotidien départemental L'Écho républicain, basé à Chartres, est également diffusé dans la ville, où il possède des correspondants locaux.
Outre de nombreux médias nationaux, les habitants de Nogent-le-Rotrou reçoivent les programmes de France 3 Centre-Val de Loire, de la station diocésaine Radio Grand Ciel, et des radios régionales privées Sweet FM et Vibration.

### Cultes

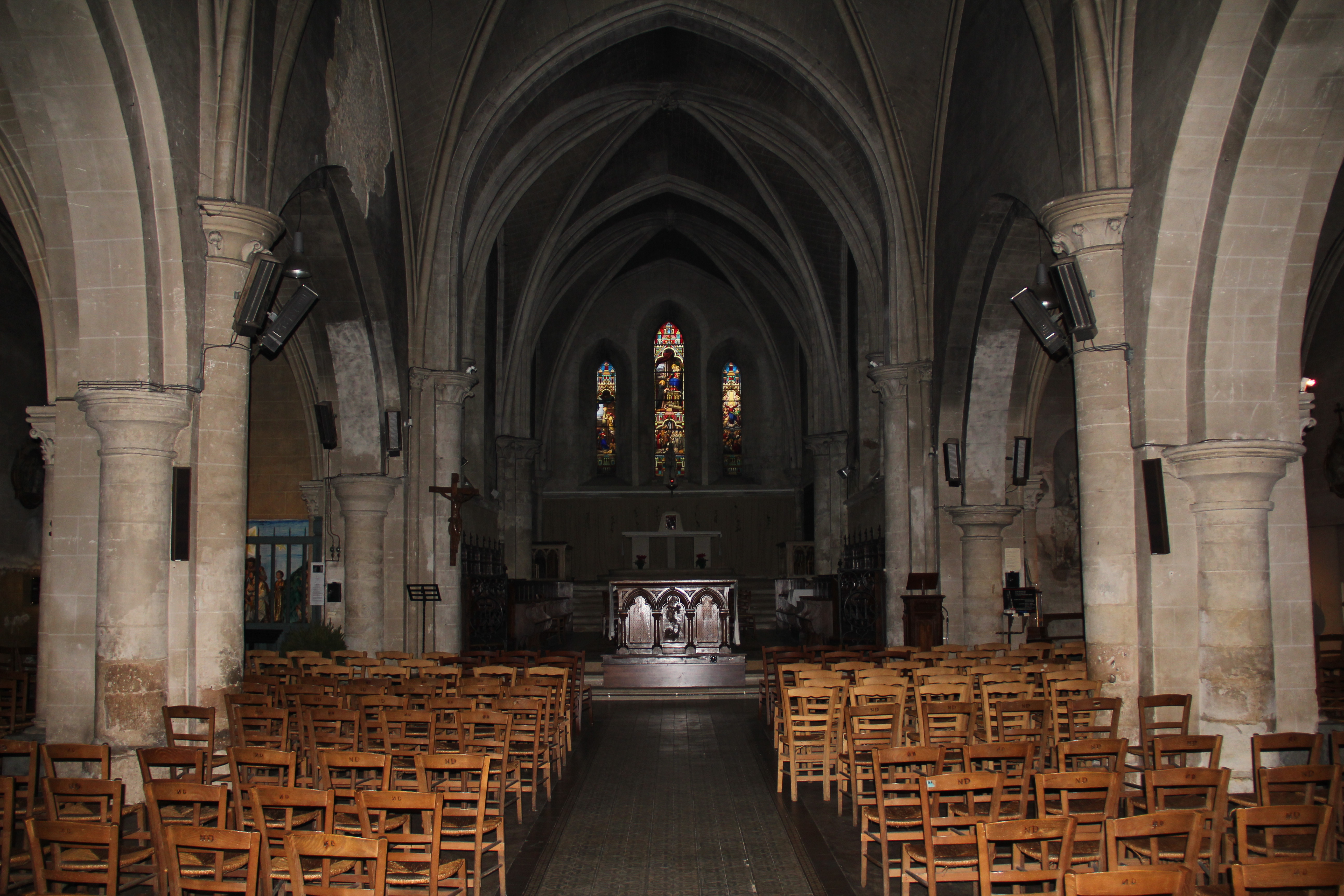
La nef de l'église Notre-Dame.

Nogent-le-Rotrou fait partie du diocèse catholique de Chartres et du doyenné du Perche. La paroisse Saint-Lubin du Perche regroupe Nogent-le-Rotrou et les églises voisines de Beaumont-les-Autels, La Bazoche-Gouët, Thiron-Gardais, Authon-du-Perche et Marolles-les-Buis ; elle a pour curé l'abbé Hugues de Tilly. Des messes hebdomadaires sont célébrées dans les trois églises Saint-Hilaire, Saint-Jean-Baptiste et Saint-Laurent ; l'église Notre-Dame, en revanche, n'est plus utilisée qu’en semaine.
La commune compte également un temple protestant évangélique. Les pratiquants de la religion musulmane disposent d'une salle de prière ; une mosquée a ouvert le 14 mai 2016 dans le quartier des Gauchetières.

## Économie

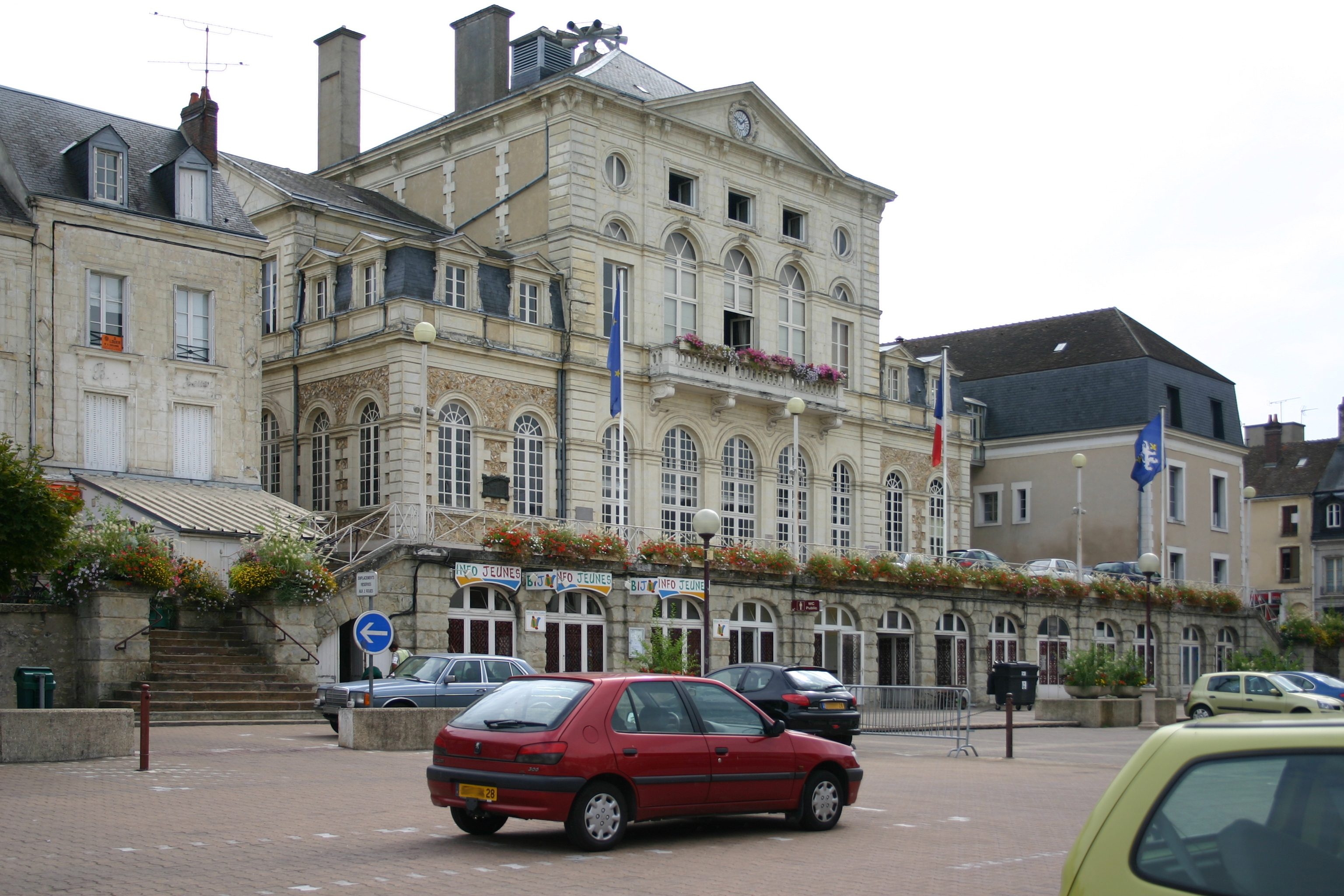
Hôtel de ville, Nogent-le-Rotrou.

La ville dispose d'une antenne de la Chambre de commerce et d'industrie d'Eure-et-Loir.

### Revenus de la population et fiscalité
Nogent-le-Rotrou est une commune aux revenus moyens, mais qui tendent à devenir relativement faibles en raison du marasme de l'économie locale. En 2009, le revenu moyen déclaré (en net) des ménages de Nogent-le-Rotrou était de 19 504 euros, contre 23 450 euros en France. 50,9 % des foyers fiscaux étaient imposables, contre 54,2 % en France ; cette proportion est en baisse, de 1,6 point entre 2006 et 2008,. Les revenus salariaux ne représentent que 52 % des revenus des ménages, contre 64 % en France, alors que pensions, retraites et rentes en représentent respectivement 36 % et 25 %,. Le vieillissement de la population nogentaise explique en partie la faible représentation des revenus salariaux.
Bien que la situation économique des habitants soit contrastée, les inégalités de revenu sont assez faibles à Nogent-le-Rotrou. Le rapport interdécile des revenus déclarés par unité de consommation est relativement faible, de 4,77 contre 5,57 en France, ce qui s'explique par la modération des revenus les plus élevés — le seuil du neuvième décile se situe à 30 212 euros, contre 37 163 euros en moyenne en France,.

#### Budget et fiscalité 2018
En 2018, le budget de la commune était constitué ainsi :
- total des produits de fonctionnement : 14 313 000 €, soit 1 379 € par habitant ;
- total des charges de fonctionnement : 13 435 000 €, soit 1 294 € par habitant ;
- total des ressources d'investissement : 4 572 000 €, soit 440 € par habitant ;
- total des emplois d'investissement : 5 003 000 €, soit 482 € par habitant ;
- endettement : 22 703 000 €, soit 2 187 € par habitant.

Avec les taux de fiscalité suivants :
- taxe d'habitation : 26,52 % ;
- taxe foncière sur les propriétés bâties : 25,92 % ;
- taxe foncière sur les propriétés non bâties : 57,27 % ;
- taxe additionnelle à la taxe foncière sur les propriétés non bâties : 0,00 % ;
- cotisation foncière des entreprises : 0,00 %.

Chiffres clés Revenus et pauvreté des ménages en 2016 : médiane en 2016 du revenu disponible, par unité de consommation : 19 501 €.

### Emploi
Le taux de chômage à Nogent-le-Rotrou est à peine supérieur à la moyenne nationale (11,4 % au sens du recensement en 2008 contre 11,1 % en France), mais les emplois y sont souvent précaires : 14,8 % des actifs occupés étaient sous contrat à durée déterminée en 2008, contre 8,3 % en France,. La commune accueillait 7 378 emplois en 2008, d'où un taux de concentration de l'emploi élevé (171,6) ; c'est principalement l'importance des secteurs de l'administration publique, de l'enseignement, de la santé et de l'action sociale, qui cumulent 36,5 % des emplois (30,5 % en France), qui explique ce taux élevé,.
La répartition de l'emploi par profession et catégorie socioprofessionnelle à Nogent-le-Rotrou est caractérisée par une sous-représentation des catégories les plus élevées et une sur-représentation des catégories les plus basses, par rapport à la moyenne régionale et a fortiori par rapport à la moyenne nationale. Les ouvriers et employés représentent plus de 61 % de la population active nogentaise, soit dix points de plus que la moyenne française,. À l'opposé, les cadres et professions intellectuelles supérieures regroupent 10,4 % de la population nogentaise, contre 11,9 % en région Centre et 15,9 % en France,,.
Répartition de l'emploi au lieu de travail par profession et catégorie socioprofessionnelle en 2008 :

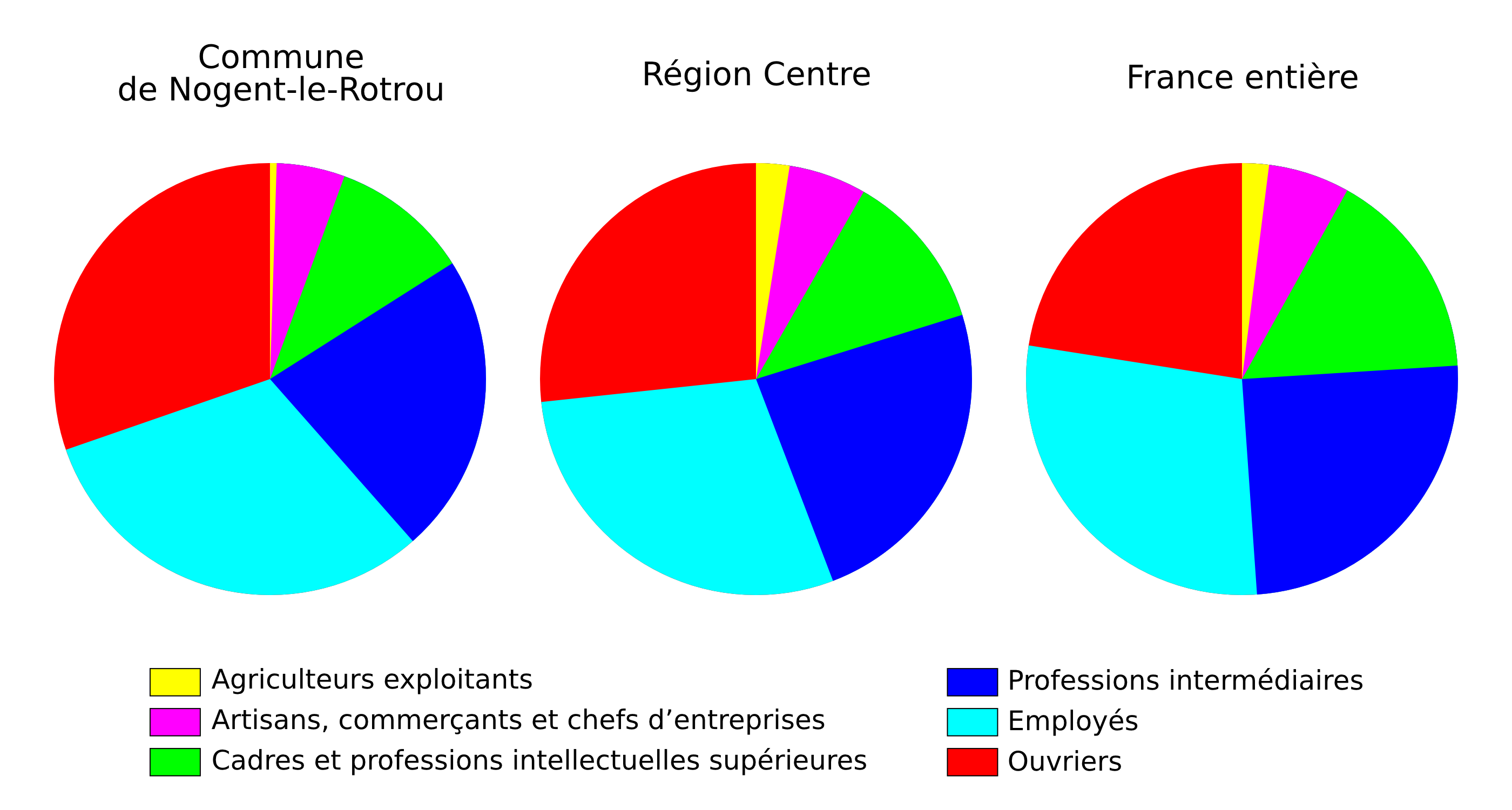

|                  | Agriculteurs exploitants | Artisans, commerçants, chefs d'entreprise | Cadres, professions intellectuelles supérieures | Professions intermédiaires | Employés | Ouvriers |
| ---------------- | ------------------------ | ----------------------------------------- | ----------------------------------------------- | -------------------------- | -------- | -------- |
| Nogent-le-Rotrou | 0,5 %                    | 5,1 %                                     | 10,4 %                                          | 22,5 %                     | 31,2 %   | 30,2 %   |
| Région Centre    | 2,5 %                    | 5,8 %                                     | 11,9 %                                          | 24,0 %                     | 29,1 %   | 26,8 %   |
| France           | 2,0 %                    | 6,1 %                                     | 15,9 %                                          | 24,9 %                     | 28,6 %   | 22,5 %   |

### Secteurs d'activités

#### Agriculture
Comme dans la plupart des communes fortement urbanisées, l'agriculture occupe une part très faible de la population active de Nogent-le-Rotrou (0,8 % en 2007). La modernisation de l'agriculture au cours du XXe siècle a entraîné la disparition progressive du bocage, par arrachage d'une grande partie des haies et regroupement de l'habitat rural. Entre 1988 et 2000, le nombre d'exploitations agricoles à Nogent-le-Rotrou a chuté de 66 %, contre une baisse de 35 % en France,.

#### Industrie
Nogent-le-Rotrou comptait 74 établissements industriels actifs au 31 décembre 2009, employant 1 796 personnes. L'industrie regroupe près de 27 % des emplois de la commune, pour moins de 14 % des emplois dans l'ensemble du pays ; mais ce pourcentage a chuté de 13 points en dix ans. Les établissements industriels sont pour beaucoup de taille importante : 21 établissements industriels employaient au moins 10 personnes au 31 décembre 2009, dont huit en employaient au moins 50. Une grande partie de ces établissements est installée dans le parc d'activités industrielles du Val d'Huisne, au sud-ouest de la ville, et dans la zone d'activité de l'Aulnay, développée dans les années 2000 au nord de la gare. Les deux principaux établissements de la commune, qui totalisent en 2012 plus de 900 emplois, sont celui de l'équipementier médical B. Braun, qui y produit du matériel urologique, et celui de l'équipementier automobile Valeo.

#### Secteur public
L'emploi dans ce secteur est représenté par les 560 militaires du l'unité d'instruction et d'intervention de la sécurité civile n°1 (UIISC1), basée sur la commune. Le poids économique de l'unité représente au total près de 1200 personnes (familles incluses) et participe au dynamisme du territoire.

## Culture locale et patrimoine
Nogent-le-Rotrou possède un patrimoine architectural important, héritage de son poids politique, économique et religieux ancien. La ville compte onze monuments historiques, dont quatre sont classés et sept sont inscrits à l'inventaire supplémentaire.

### Édifices civils

#### Château Saint-Jean
Inscrit MH (1948, 1950)  Classé MH (1952)
Le château Saint-Jean, qui surplombe les routes de Chartres au Mans et de Châteaudun à Bellême du plateau où il est installé, a été réalisé en plusieurs étapes. Le donjon rectangulaire de 17 x 24 m de côté, en pierre, est conservé sur 35 mètres de hauteur. Il a été construit dans les années 1040, ce qui en fait l'un des plus anciens donjons de ce type encore debout en France ; ses murs épais (de 3,5 m à la base et 1,50 m au sommet) et la rareté de ses ouvertures traduisent sa vocation militaire. L'enceinte circulaire et les tours datent de la fin du XIIe siècle et du début du XIIIe siècle ; un fossé sec franchi par un pont-levis et la pente du terrain à l'ouest complétaient le système défensif. Entre le XVe siècle et le XVIe siècle, plusieurs constructions vinrent donner au château une fonction plus résidentielle, tandis que le donjon fut abandonné. Sans garnison à partir du XVIIe siècle, le château servit de prison à la Révolution, avant d'être vendu à des particuliers.
Acheté par la ville en 1950 et partiellement restauré entre 2000 et 2004, le château abrite depuis 1959 le musée municipal. Les 155 « marches Saint-Jean » relient le château au quartier du Paty, où plusieurs hôtels particuliers de la Renaissance subsistent.

Château Saint-Jean
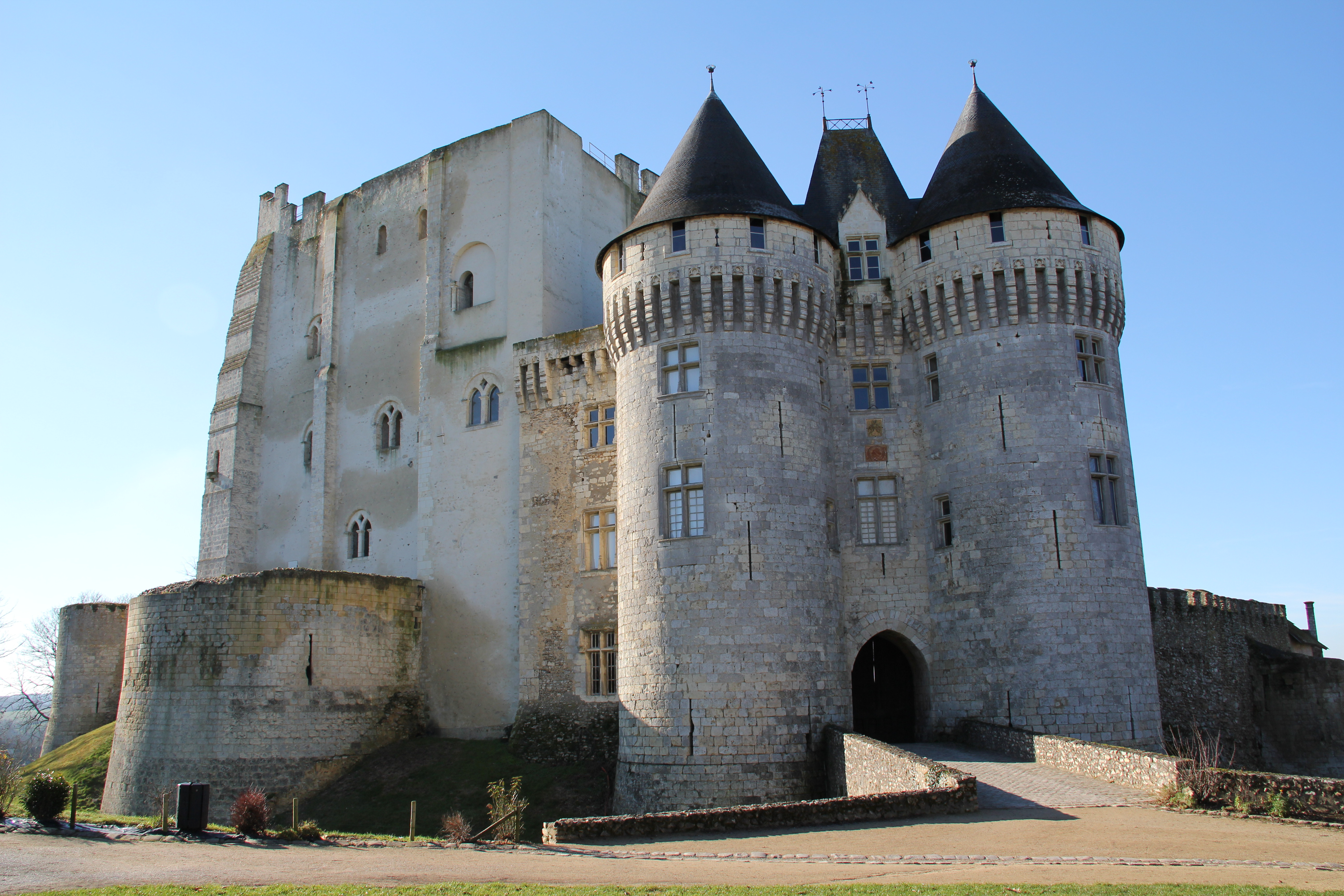
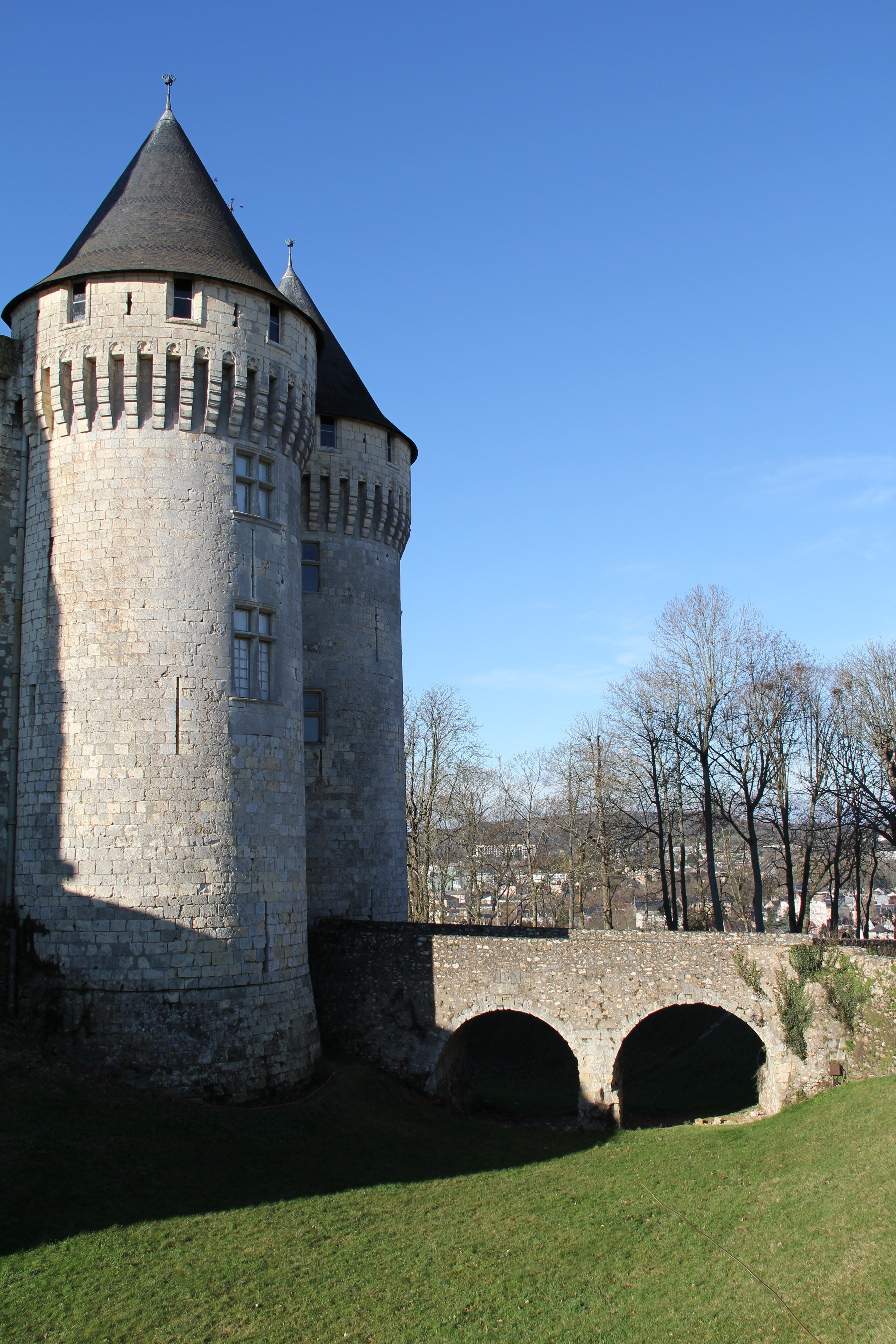
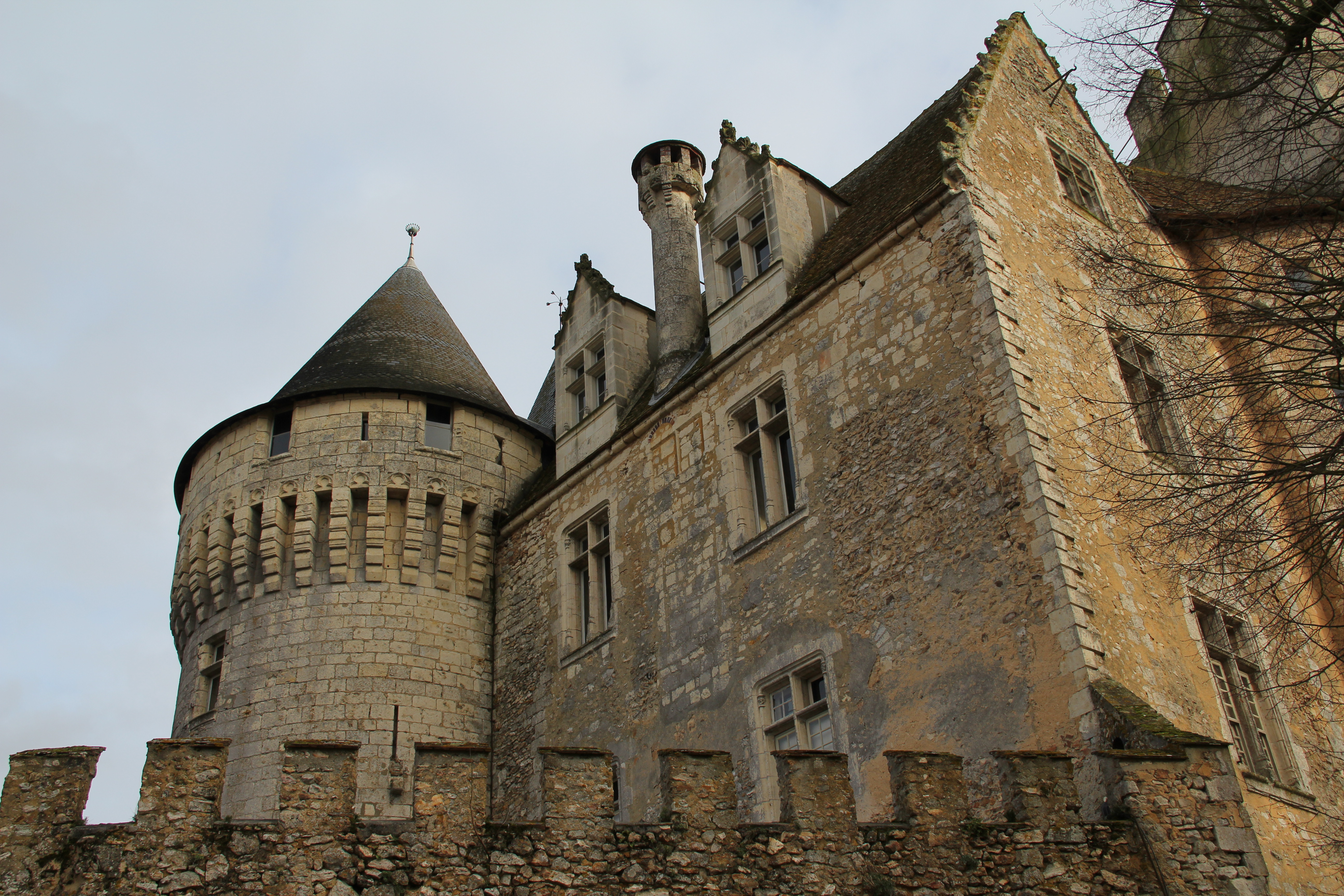
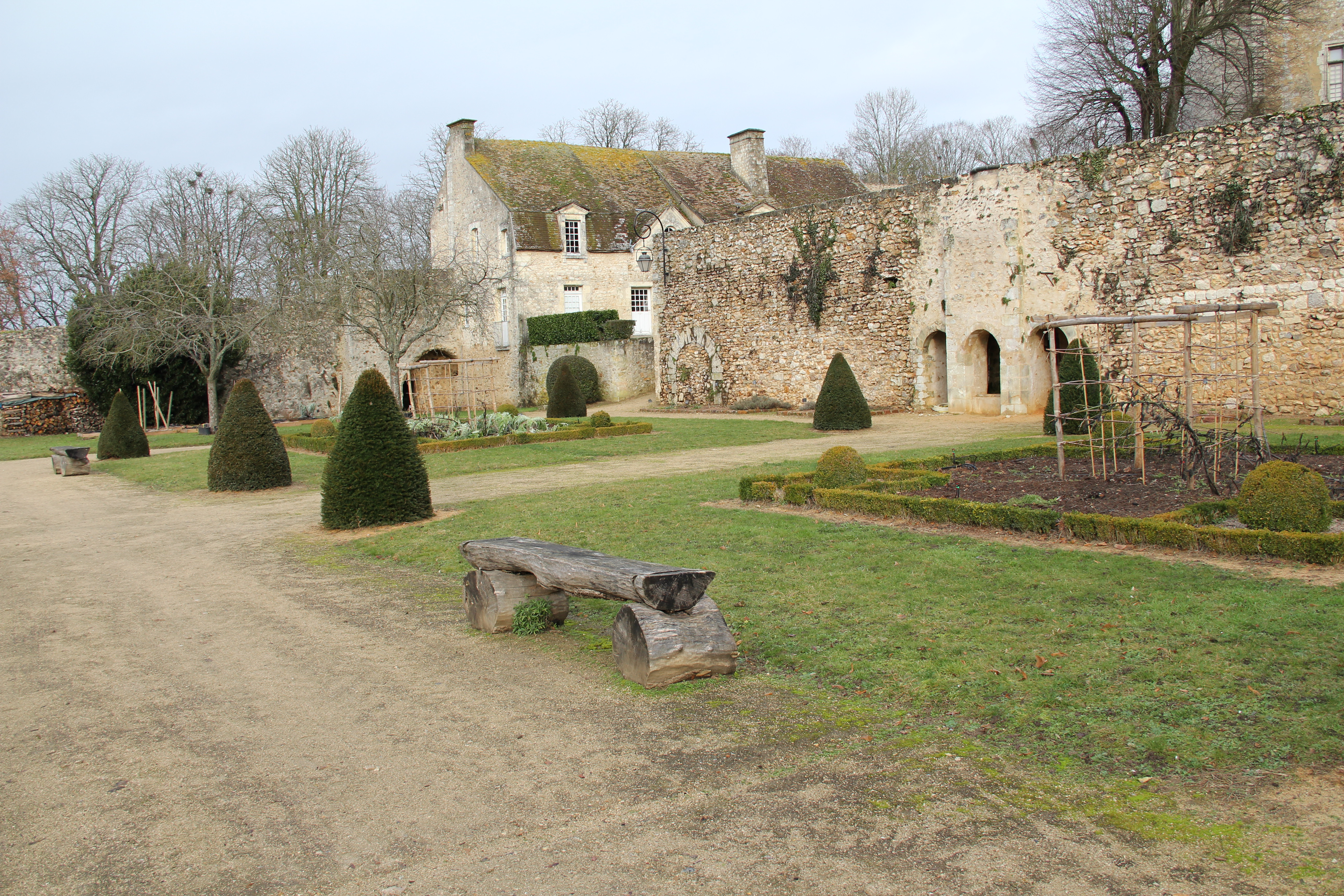
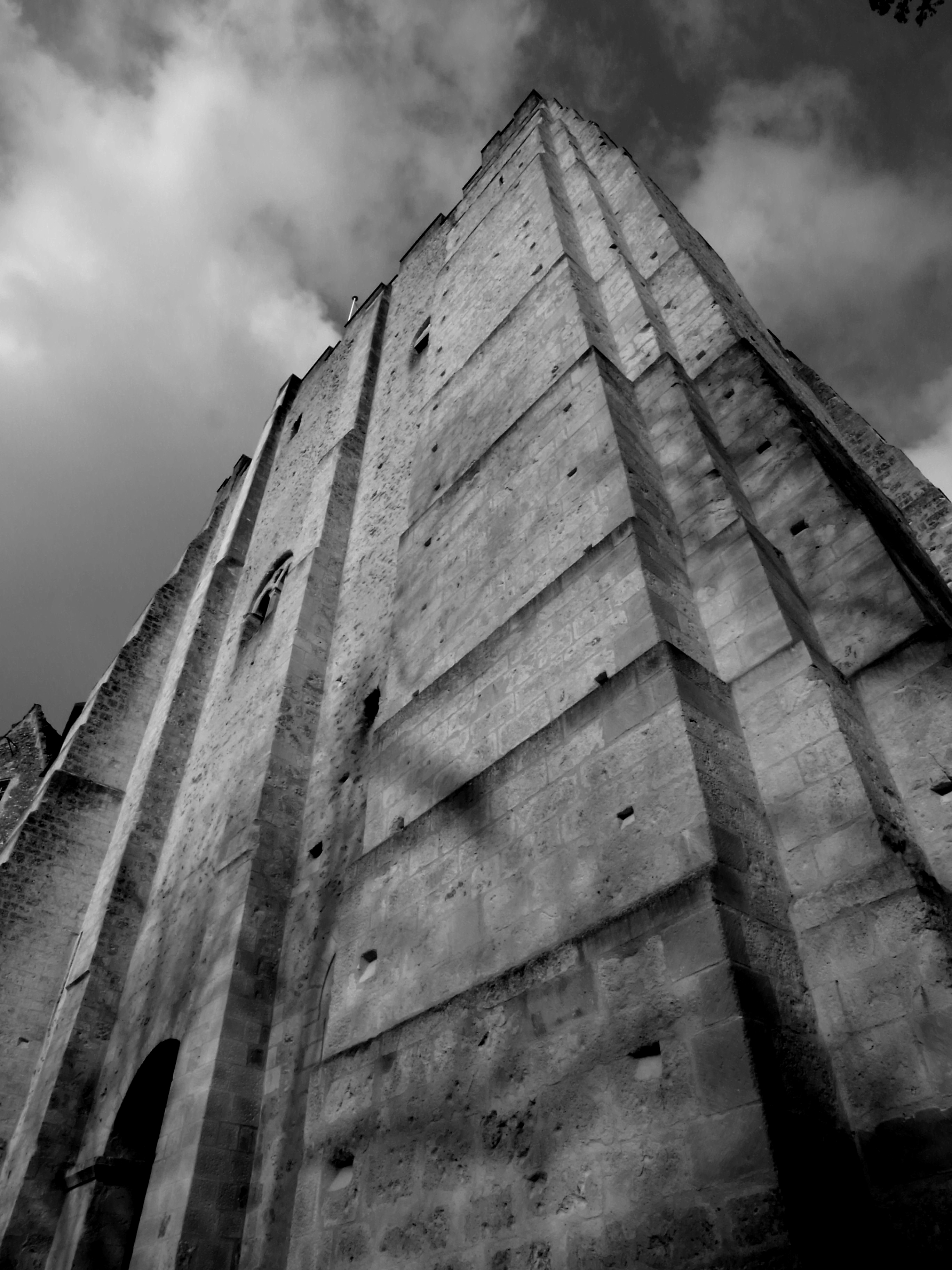
Donjon.
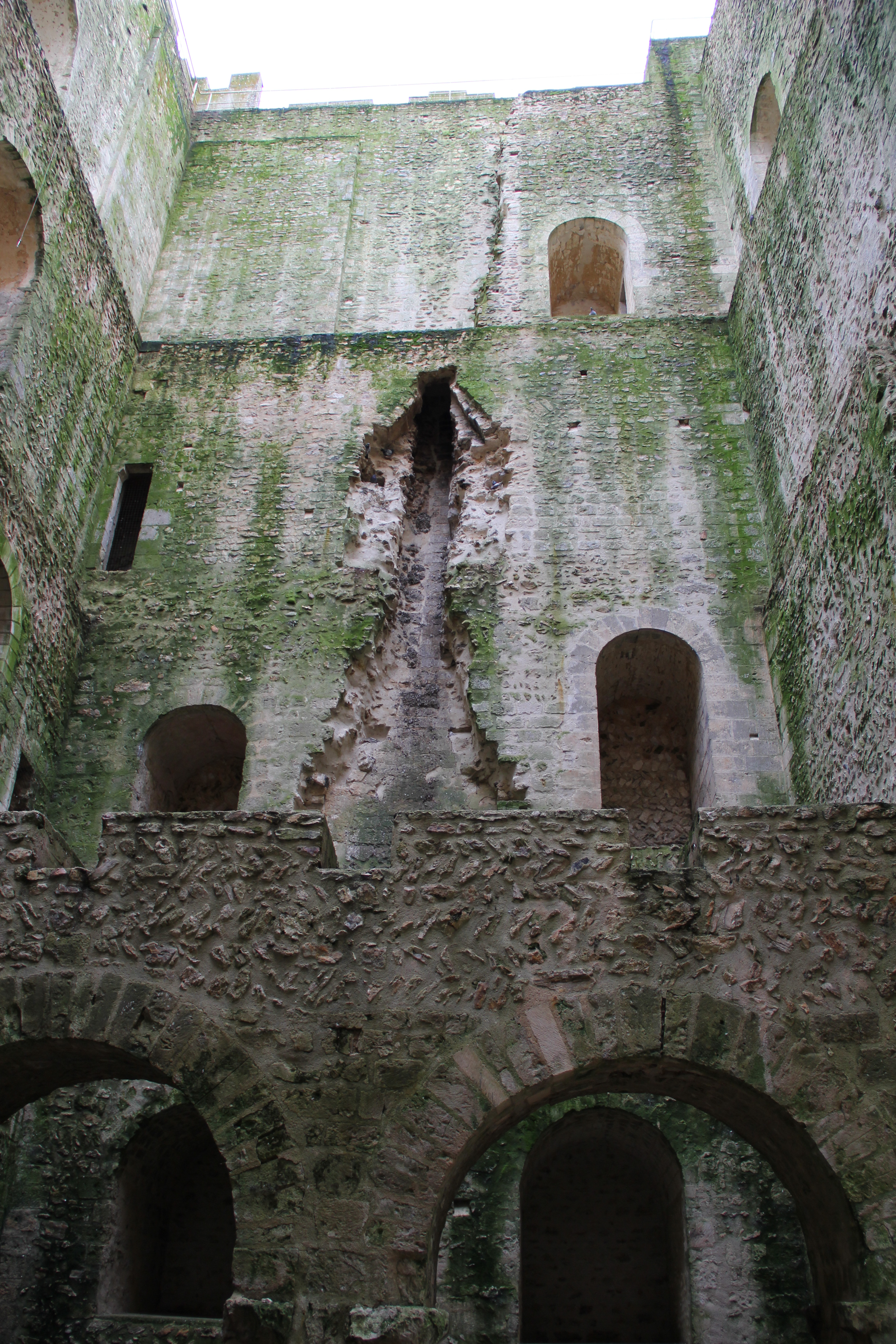
Donjon.
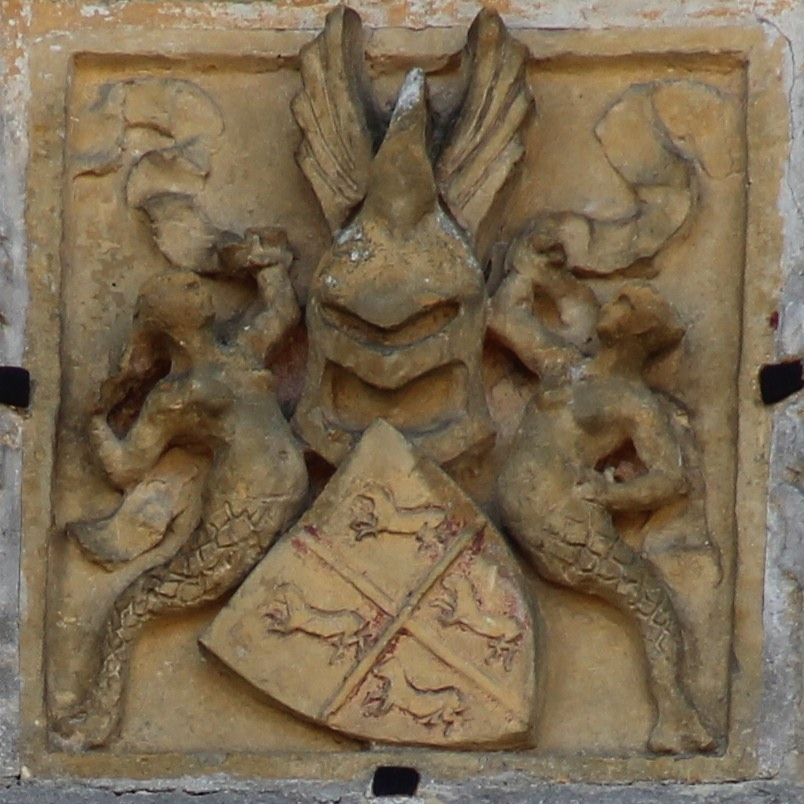
Écusson.
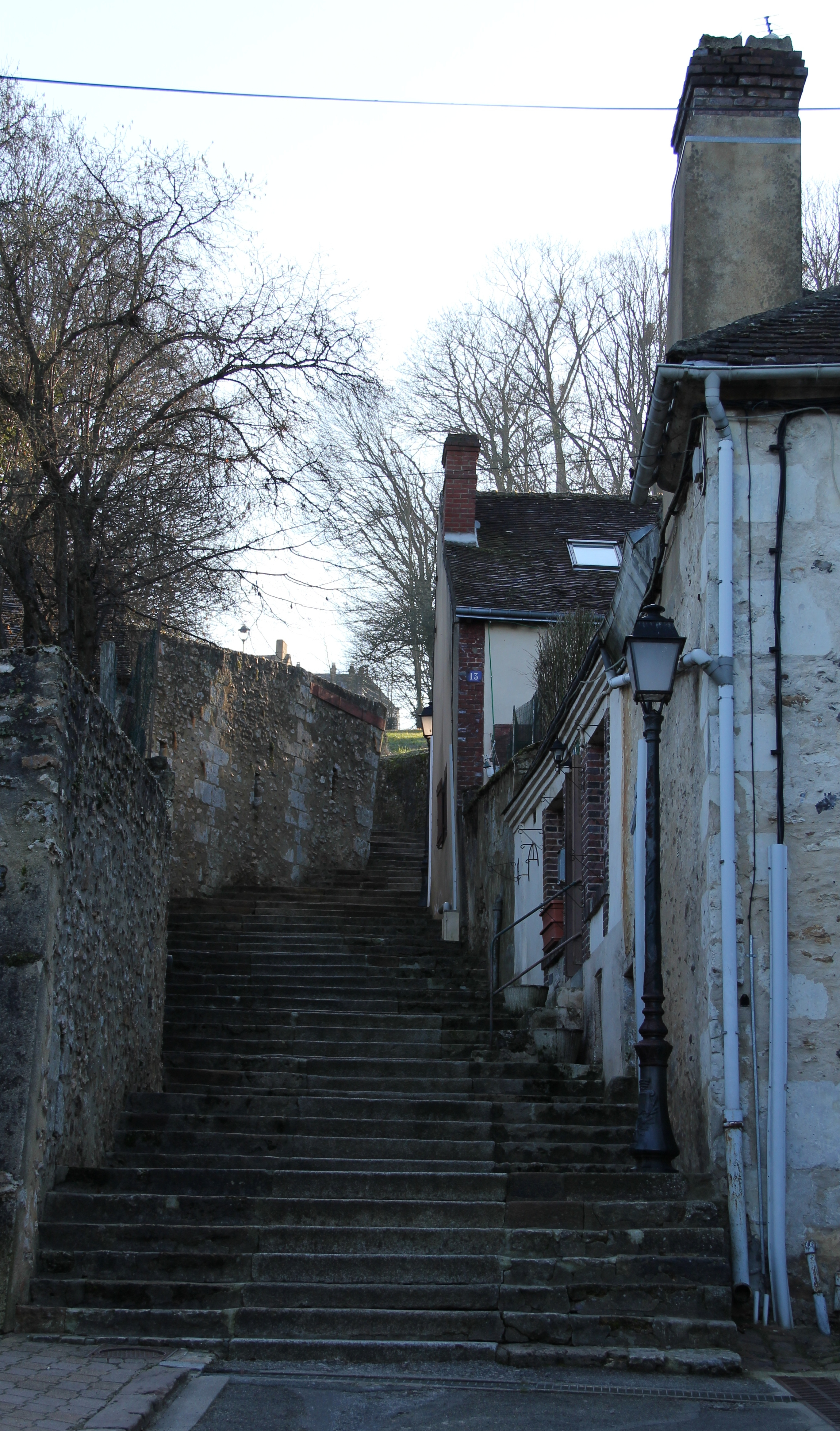
Marches Saint-Jean.

#### Hôtel-Dieu
Dans le centre-ville, la cour de l'ancien hôtel-Dieu, fondé en 1182, abrite le tombeau de Sully de 1642, dont la confession réformée empêchait l'inhumation dans l'église, et de son épouse Rachel de Cochefilet. Leurs tombeaux sculptés, surmontés d'orants, sont abrités par un mausolée couvert d'ardoises. À quelques dizaines de mètres se trouve une statue de Paul Deschanel, protégée en tant que monument historique, tandis que la place Saint-Pol accueille une réplique de la statue du général éponyme, et est dominée à l'est par le majestueux hôtel de ville. Dans la cour du collège Arsène Meunier, une statue de René Iché (1897-1954) représente le poète Rémy Belleau, né en 1528 dans la ville.

Hôtel-Dieu et tombeau de Sully
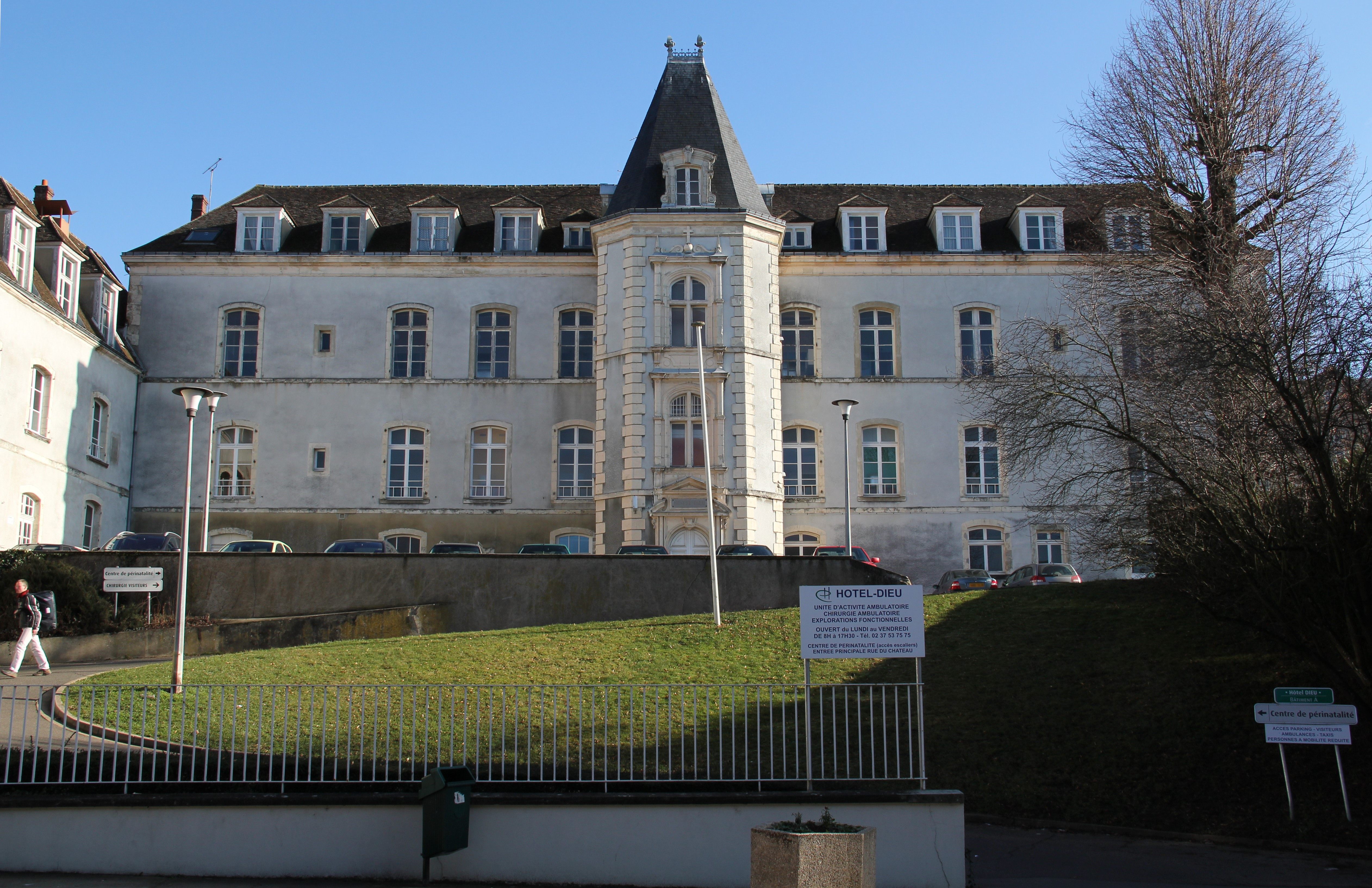
Vue générale.
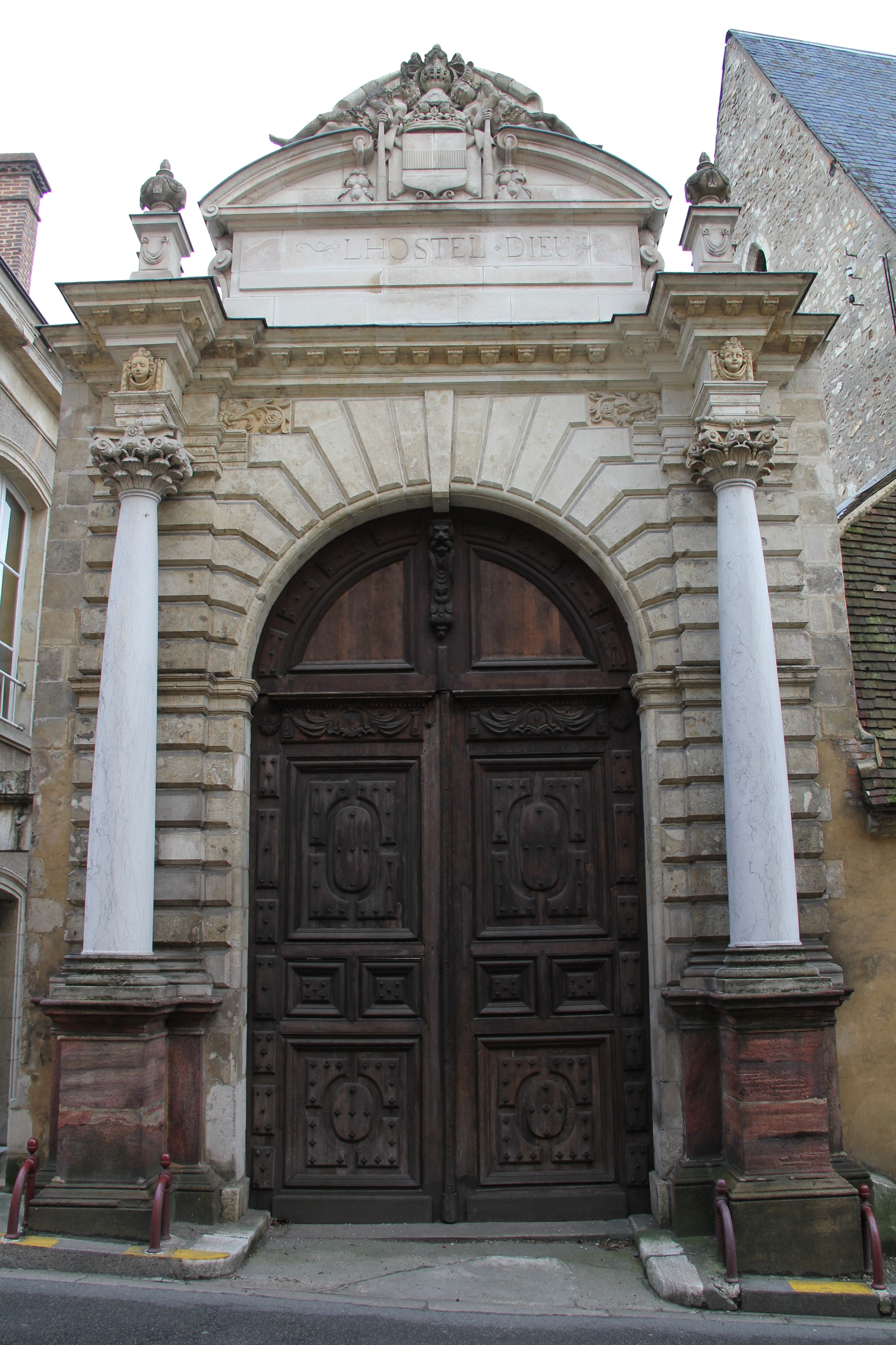
Porche.
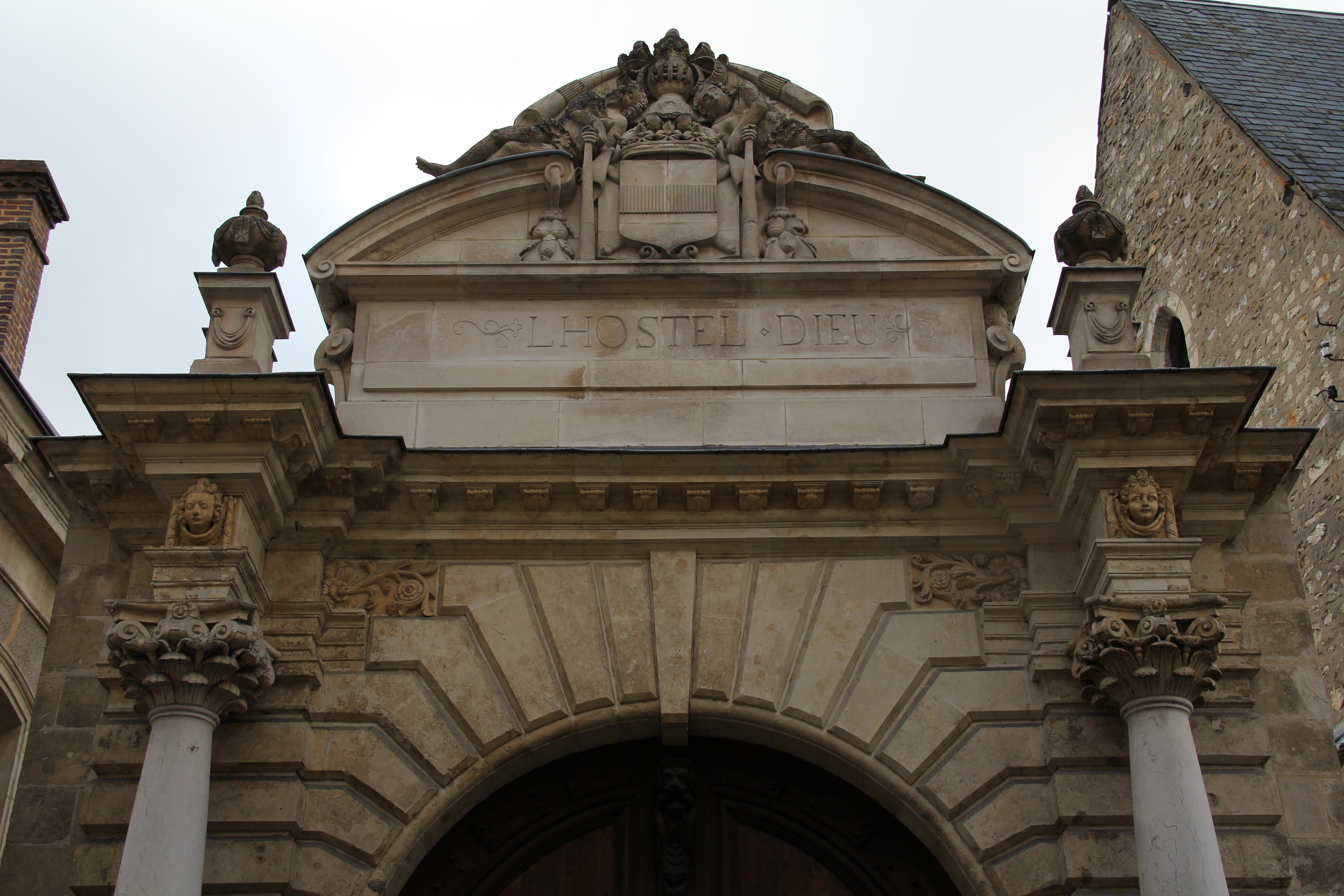
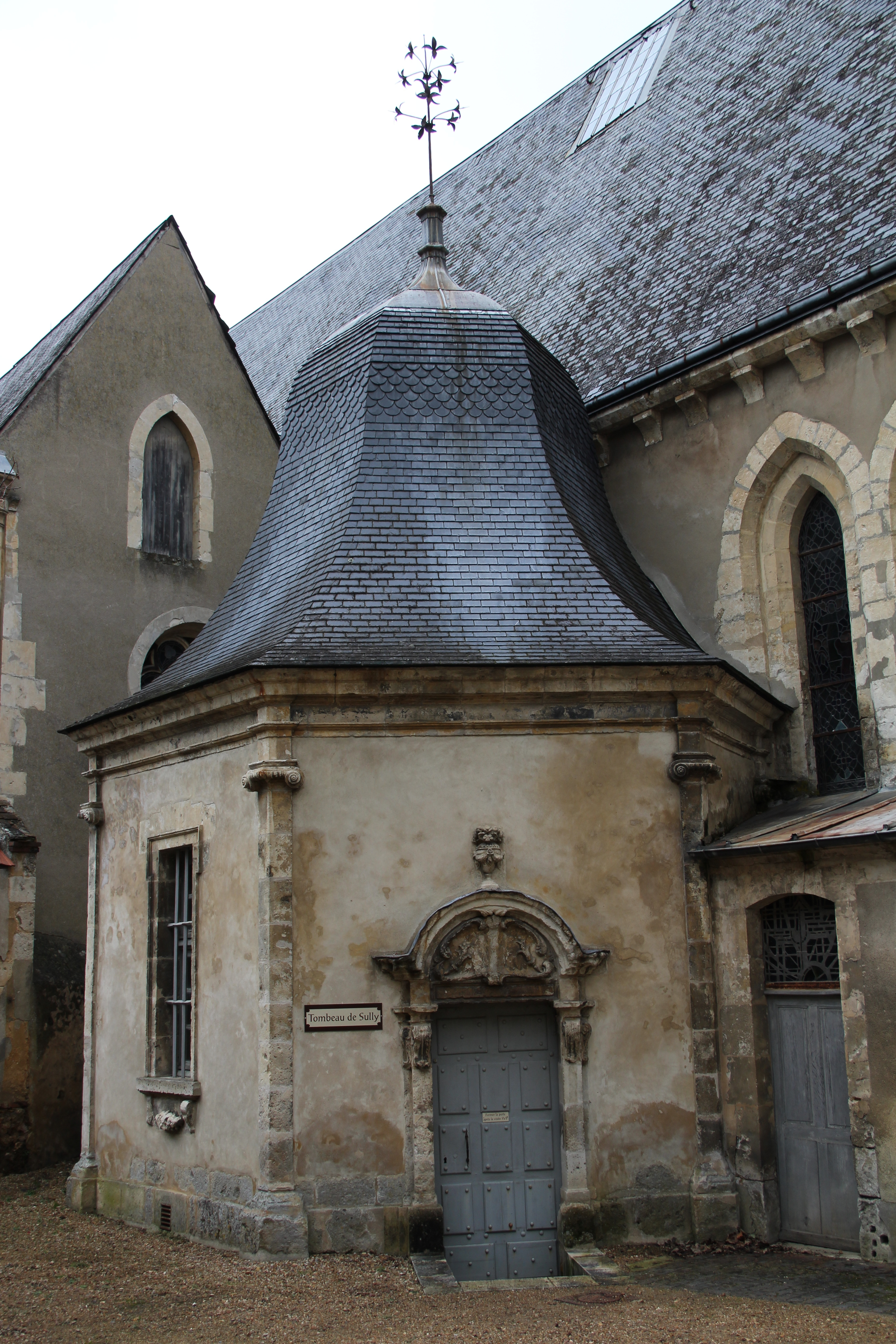
Bâtiment abritant le tombeau de Sully.
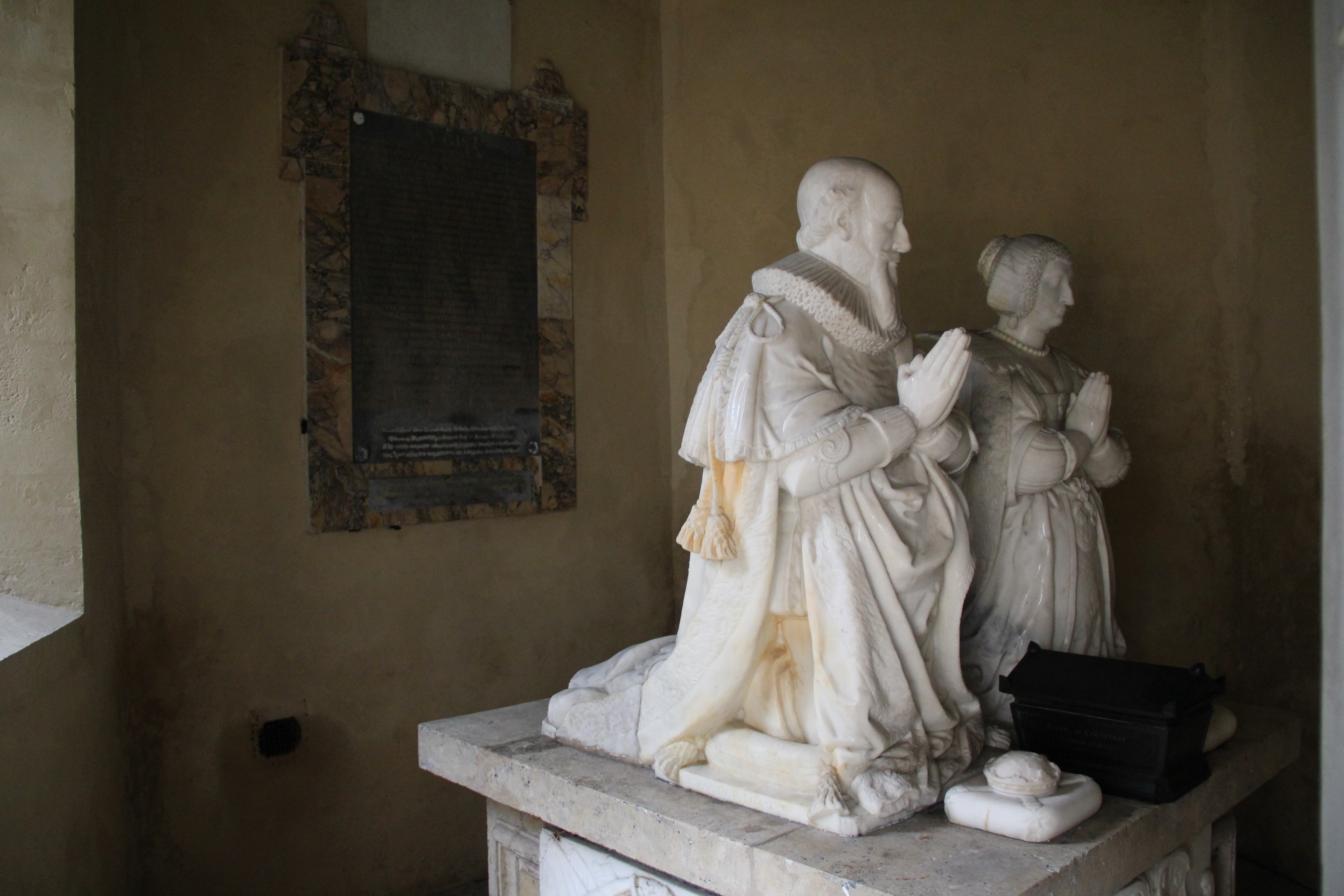
Le tombeau de Sully Classé MH (1862)[80].

#### Quartier Sully
Construite en 1876, la caserne Sully abrite aujourd'hui l'unité d'instruction et d'intervention de la sécurité civile n°1 (UIISC1). Le terrain domine la ville de 150 m et s’appelait autrefois le champ du Calvaire. Le nom de Sully est retenu, car ce ministre d’Henri IV, fut également seigneur de Nogent-le-Rotrou.
La caserne a accueilli plusieurs régiments au cours de son histoire (régiments d'infanterie, bataillons de chasseurs à pied, régiment du génie, bataillon de transmissions coloniales). De 1940 à 1944, le quartier Sully est occupé par les Allemands. En 1981, l'UIISC1, créée au sein de la brigade de sapeurs-pompiers de Paris, réactive le quartier.

#### Autres édifices civils
- Maison du Bailli de Nogent-le-Rotrou, 47 rue Saint-Laurent, classée en 1926[83] ;
- Manoir de la Grande Maison, 9 rue du Rhône, inscrite en 1949[84] ;
- Maison, 3 rue Bourg-le-Comte, inscrite en 1930[85] ;
- Maison Coulon, 5 rue Paty, inscrite en 1993[86] ;
- La poste, 2 avenue Georges-Clémenceau, construite en 1938, bénéficie depuis 2019 du label Architecture contemporaine remarquable[87] ;
- Maison dite « maison des Templiers », 3 rue Paty[88].

#### Monument aux morts
- Monument aux morts[89], construit en 1922[90] : Conflits commémorés : Première Guerre mondiale - Seconde Guerre mondiale.

### Édifices religieux

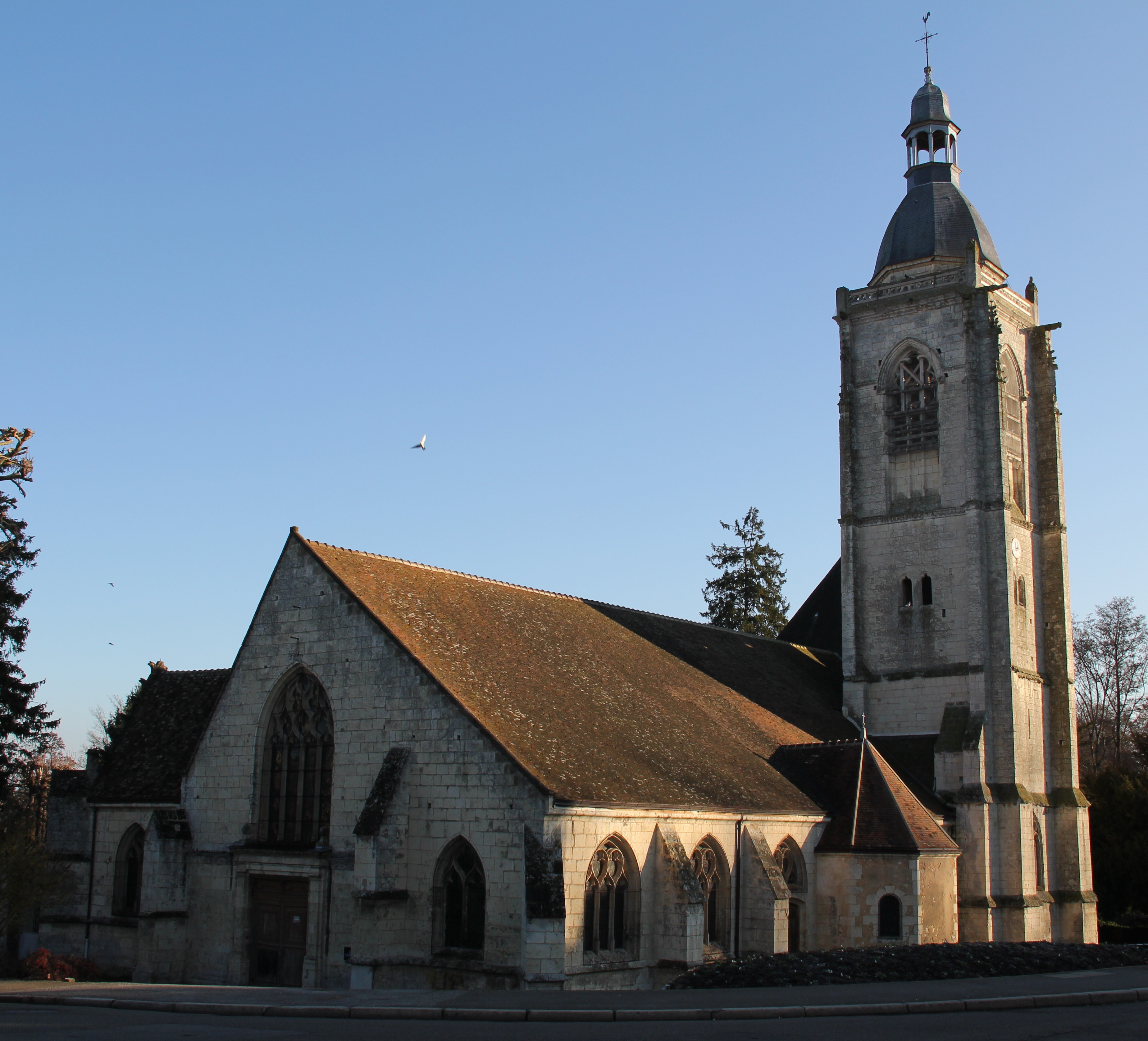
L'église Saint-Hilaire.

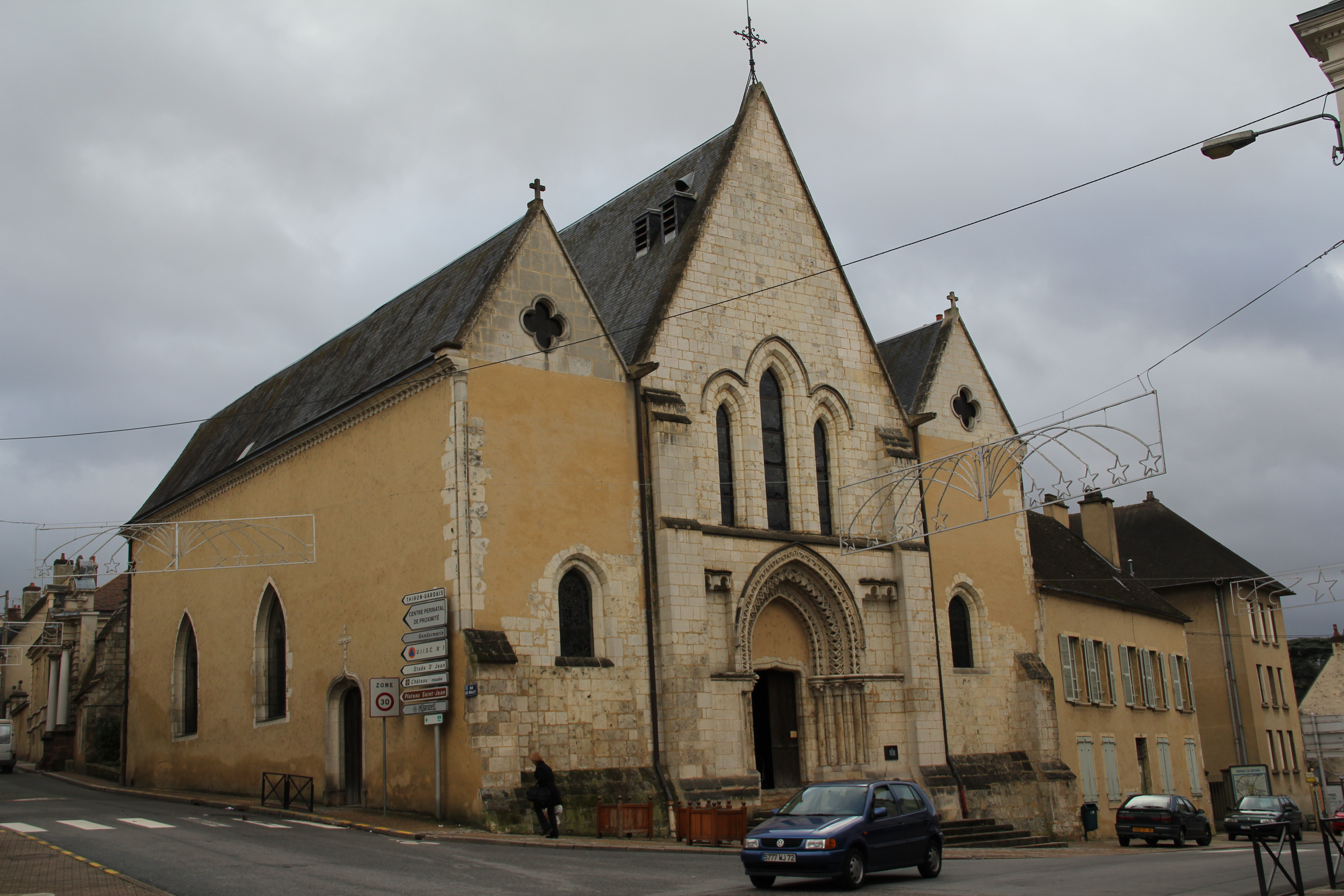
L'église Notre-Dame.

#### Église Saint-Hilaire
Au nord, l'église Saint-Hilaire est la plus ancienne des trois églises de Nogent-le-Rotrou. Elle est classée au titre des monuments historiques en 2003.
L'orgue, construit par le facteur d’orgues Georges Wenner, date de 1876.

#### Église Notre-Dame
Dans le centre-ville, l'église Notre-Dame, agrandie au début du XIXe siècle et dépourvue de clocher, abrite un groupe de la Nativité du début du XVIIe siècle. Elle est classée au titre des monuments historiques depuis 1907. L'orgue entièrement reconstruit, a été inauguré en 1983 par Jean-Jacques Mounier.

#### Église Saint-Laurent
L'église Saint-Laurent, construite aux XVe et XVIe siècles, était destinée aux laïcs. À la sobriété de sa façade s'oppose la richesse de son mobilier intérieur, dont une Mise au tombeau du XVe siècle. L'église est inscrite en tant que monument historique depuis 1927. Elle abrite plusieurs objets eux-mêmes inscrits ou classés monuments historiques, dont le tableau Le Martyre de saint Laurent d'après Charles Lebrun, classé en 1908.

Église Saint-Laurent
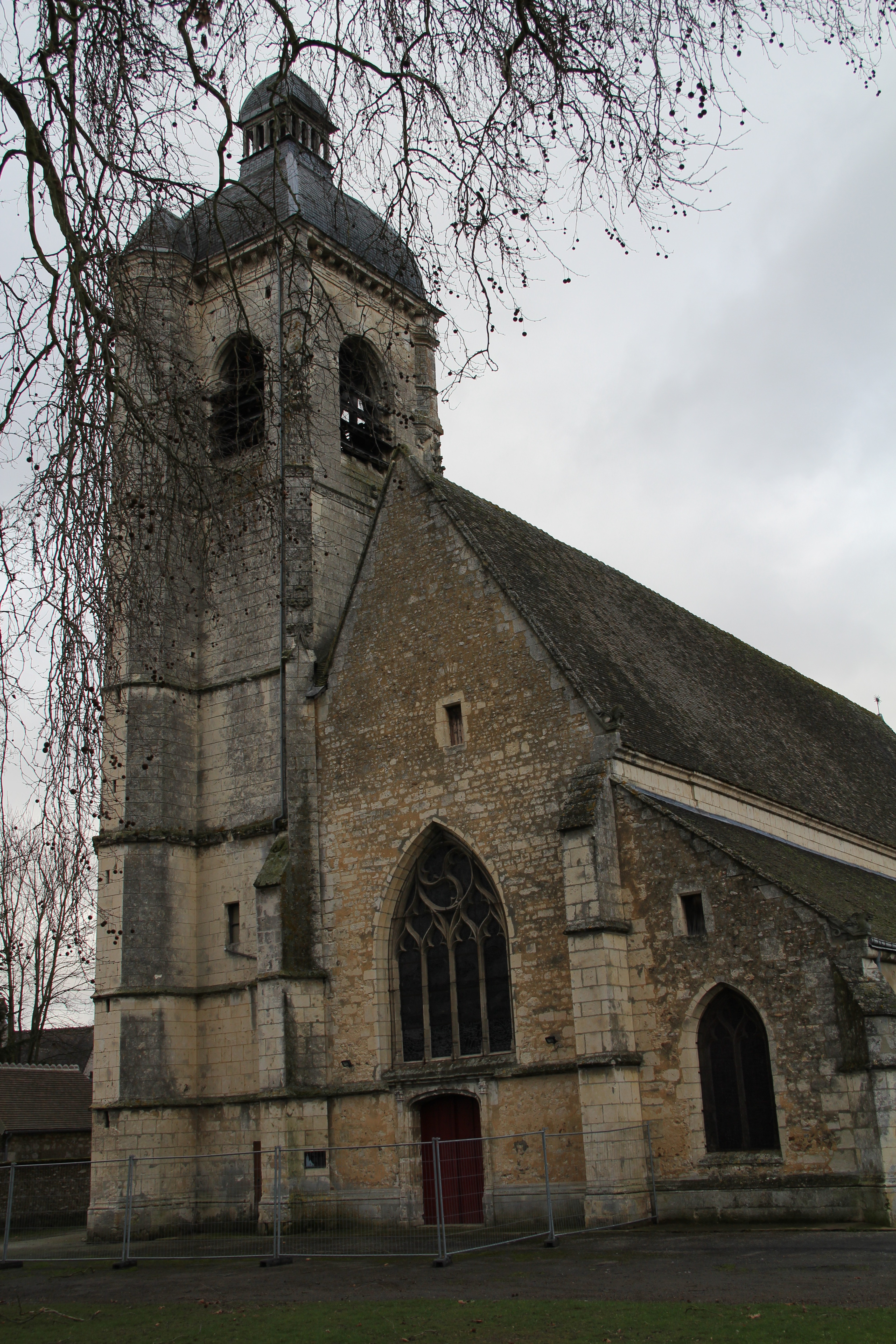
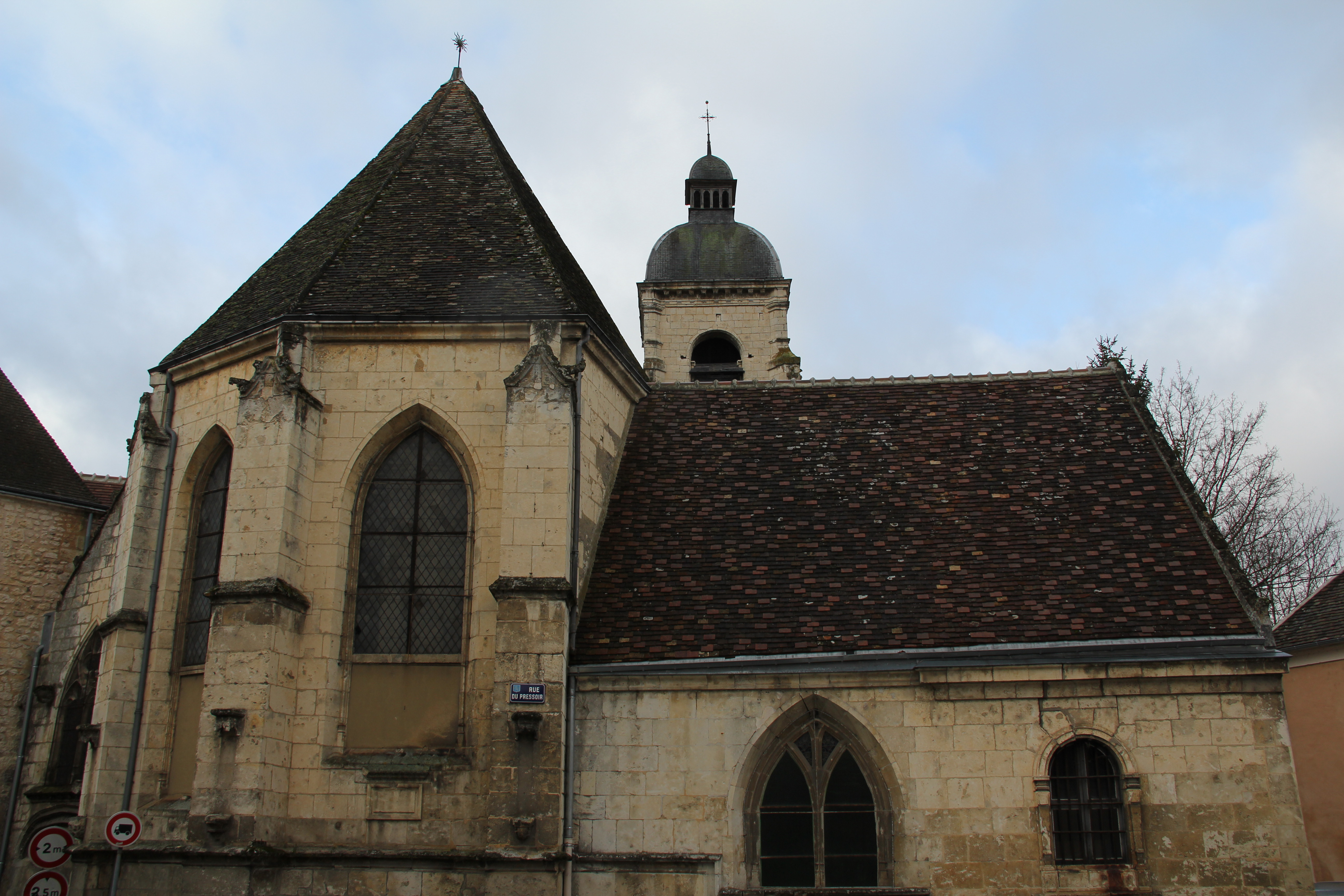
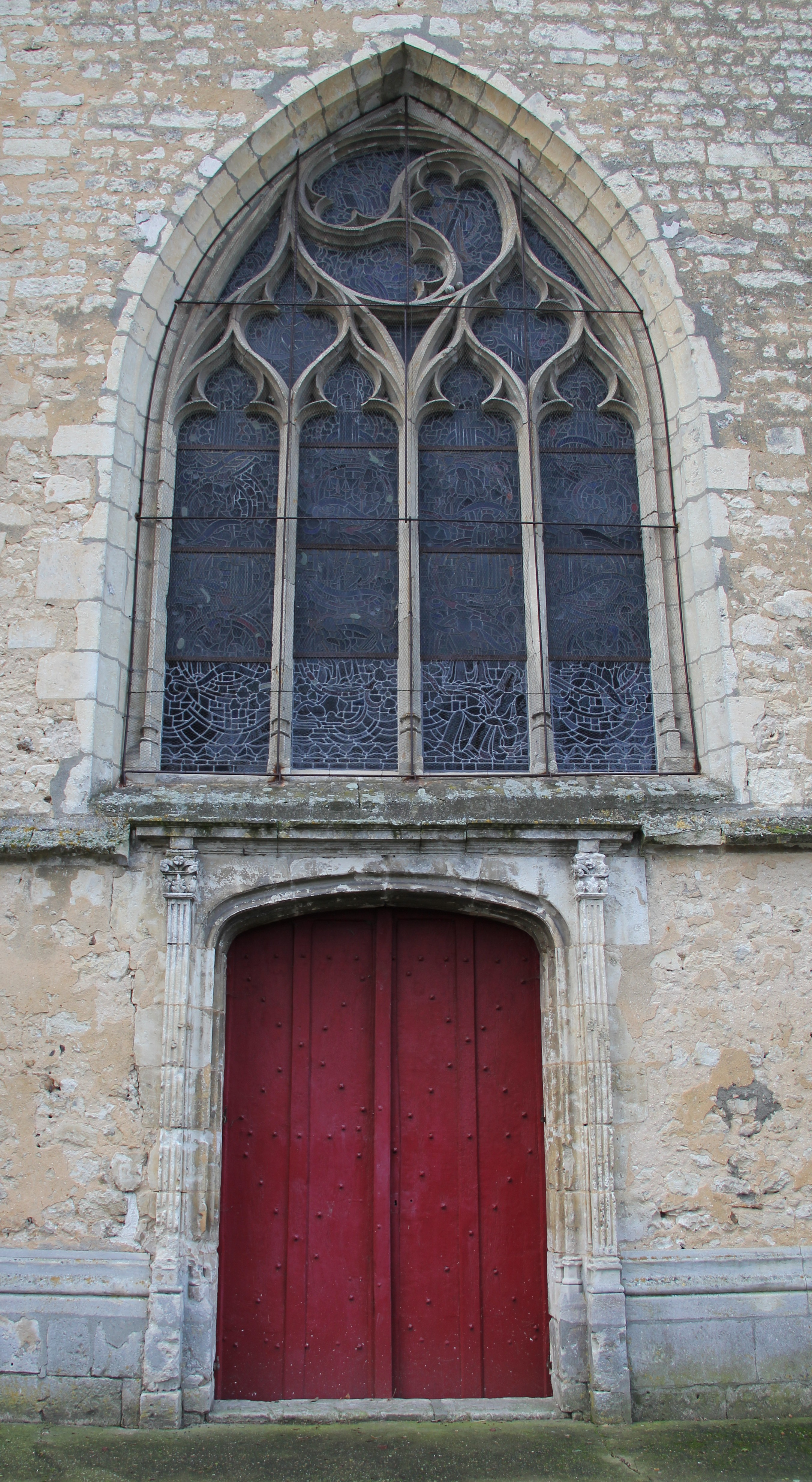
Portail.
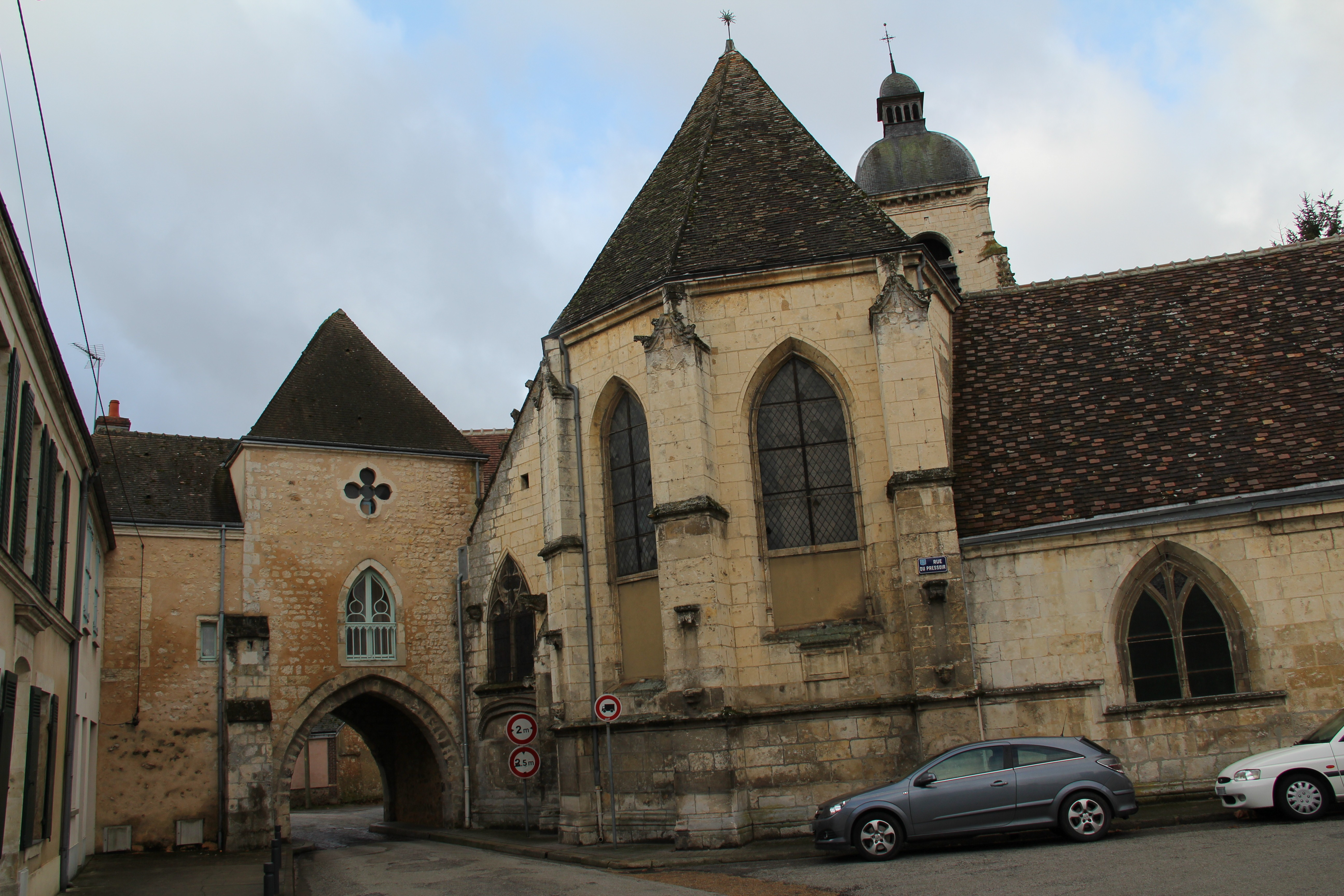
Porche.

#### Ancienne abbaye Saint-Denis

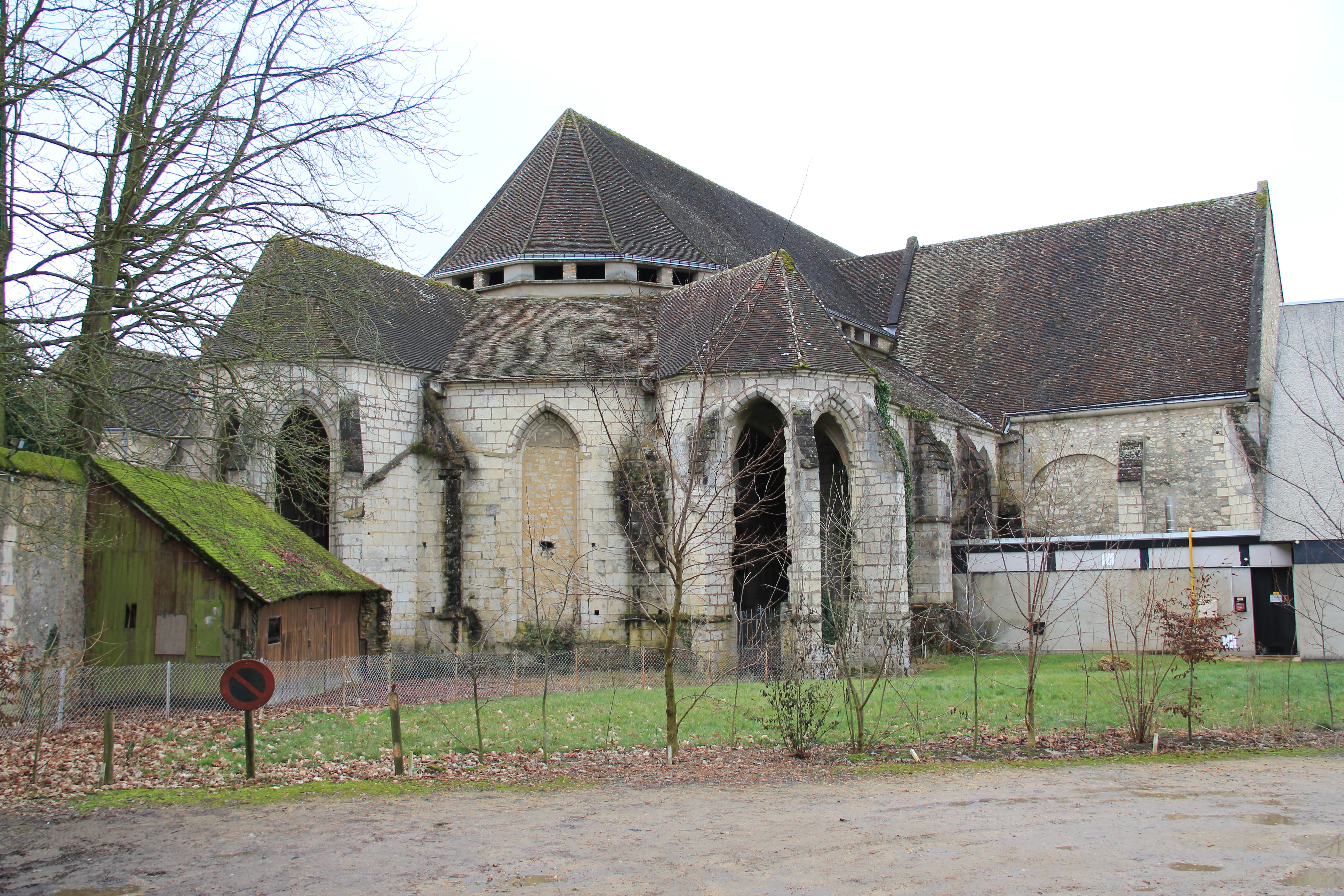
Ancienne abbaye Saint-Denis.

Plusieurs bâtiments de l'ancienne abbaye Saint-Denis, abandonnée progressivement à partir du XVIIe siècle et achetée par la Ville en 1806, existent toujours aujourd'hui. Certains édifices, dont l'église qui mesurait 76 mètres de long au XIIe siècle, ont été incorporés au collège Arsène Meunier. L'ancienne maison des hôtes était occupée jusqu'à 2008 par le tribunal d'instance, et abrite depuis une Maison de la Justice et du Droit. La rue Saint-Denis, quant à elle, traverse le porche Saint-Laurent, qui correspondait à l'entrée du prieuré. L'abbaye est inscrite au titre des monuments historiques en 1948.

### Patrimoine culturel
Nogent-le-Rotrou possède plusieurs infrastructures culturelles importantes et bénéficie d'une programmation culturelle assez riche pour une commune de sa taille.

#### Bibliothèque
La bibliothèque municipale possède un fonds de 40 000 ouvrages, dont une partie anciens ou consacrés à l'histoire locale ; à côté de la bibliothèque, le service « Biblio'Net » met plusieurs ordinateurs en accès gratuit et propose des formations à l'informatique. L'école municipale de musique Lucien-Blin, créée en 1942, accueille 250 enfants de la ville et de ses environs.

#### Cinéma
Le cinéma Le Rex compte trois salles totalisant 481 places.

#### Concerts et théâtre
À L'Arsenal, une salle de « musiques actuelles », ont lieu une vingtaine de concerts chaque année.
Le complexe Pierre Mendès-France et la salle Simone-Signoret peuvent accueillir des concerts, spectacles et représentations théâtrales.

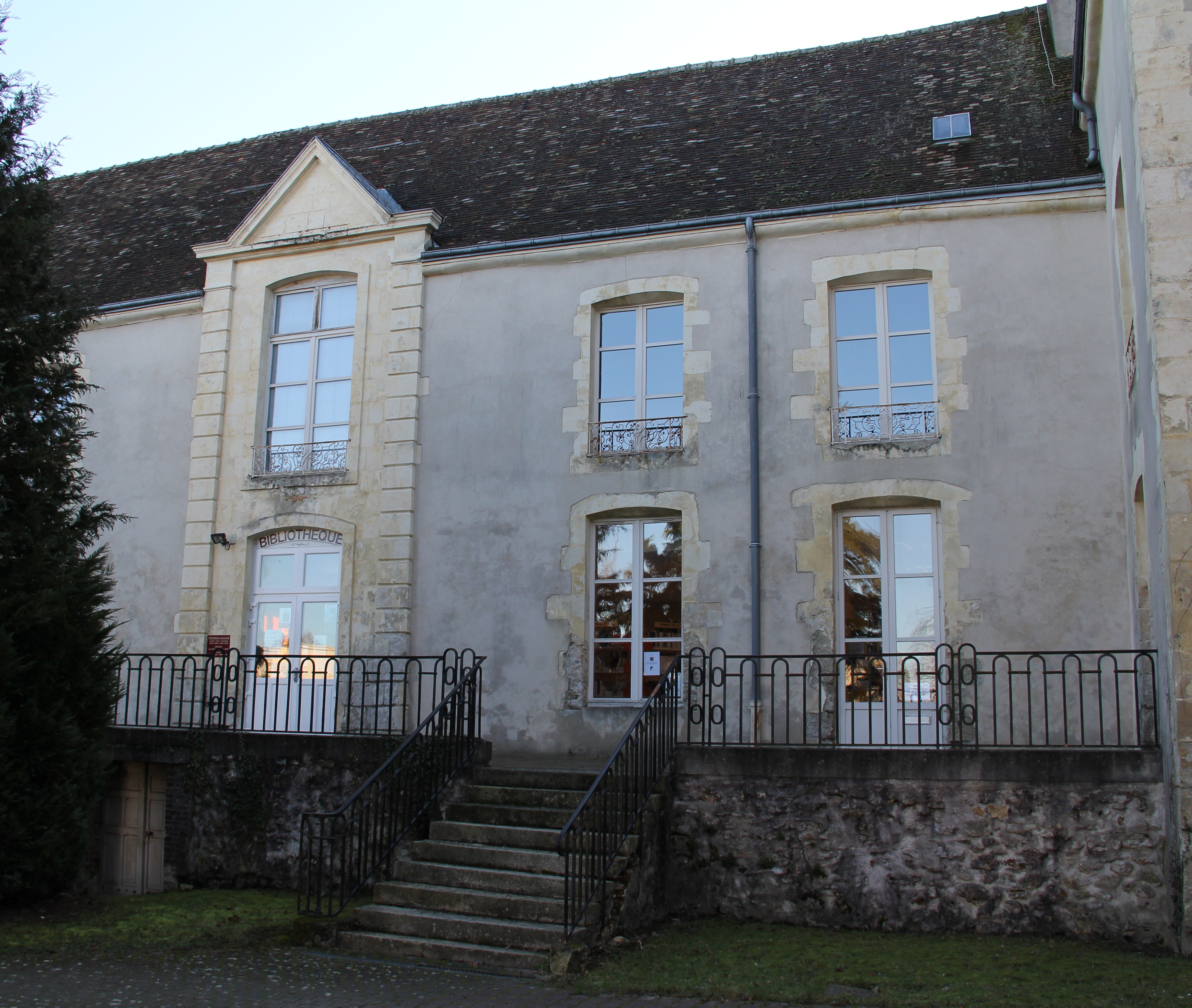
La bibliothèque.
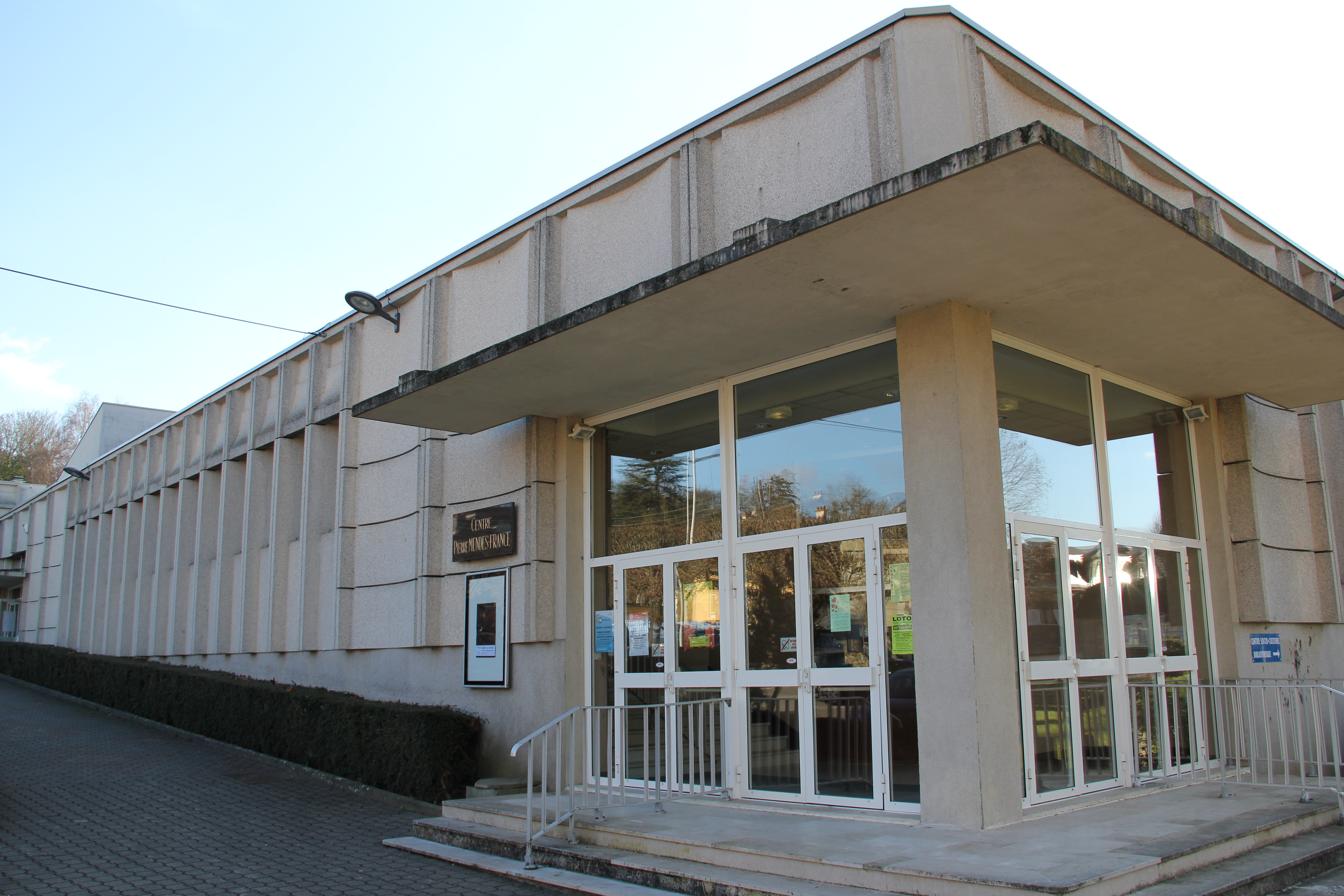
Centre P. Mendès France.
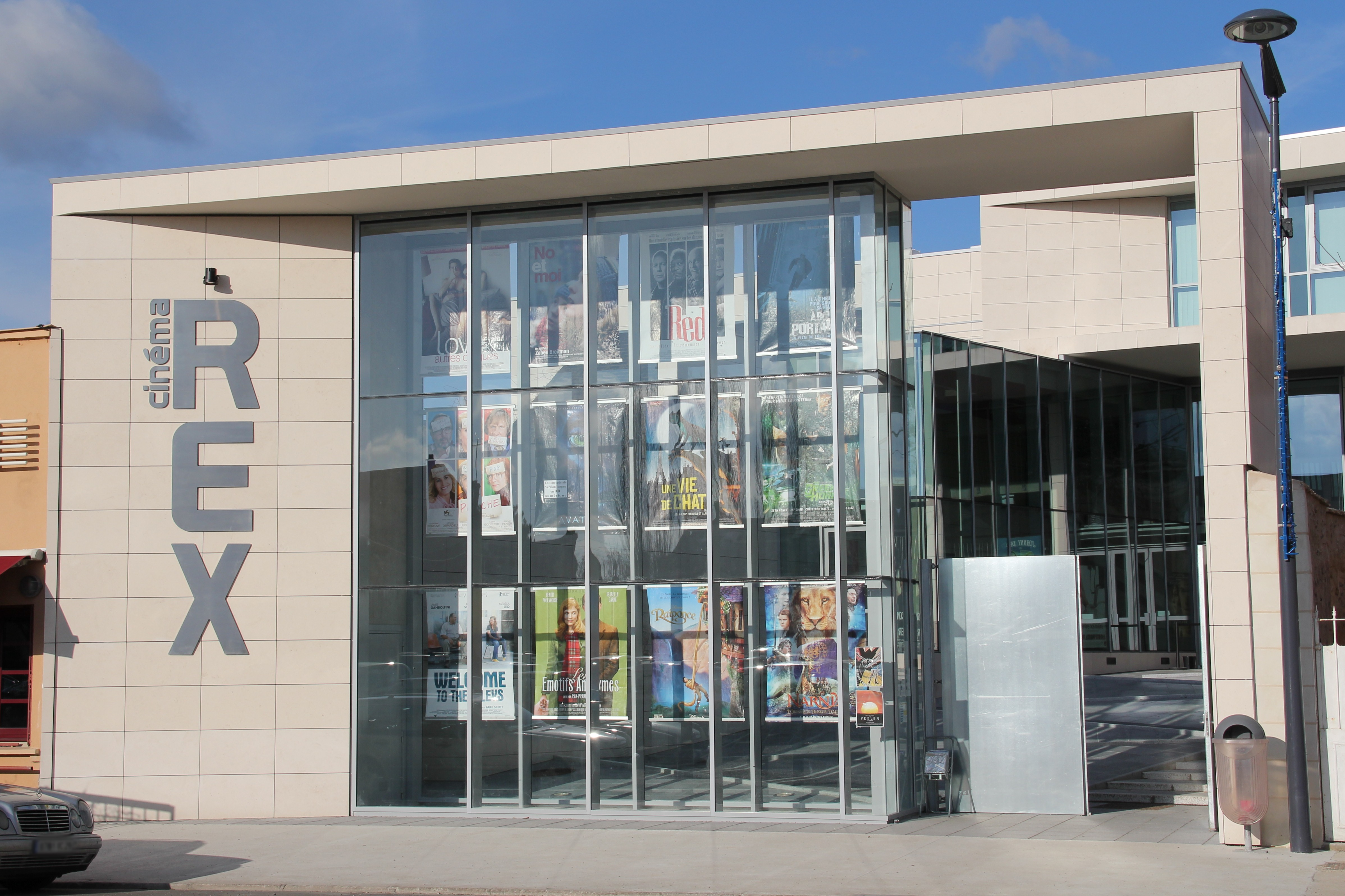
Cinéma.

#### Musée
Le musée municipal, installé dans le logis du château Saint-Jean, a été créé en 1959. Au rez-de-chaussée, un diaporama détaille l'histoire du château, et les anciennes cuisines accueillent des œuvres d'artistes locaux du XIXe siècle. Le premier étage est réservé aux expositions temporaires, tandis que le deuxième étage est occupé par le musée de la vie du Perche au XIXe siècle.

Musée du château Saint-Jean
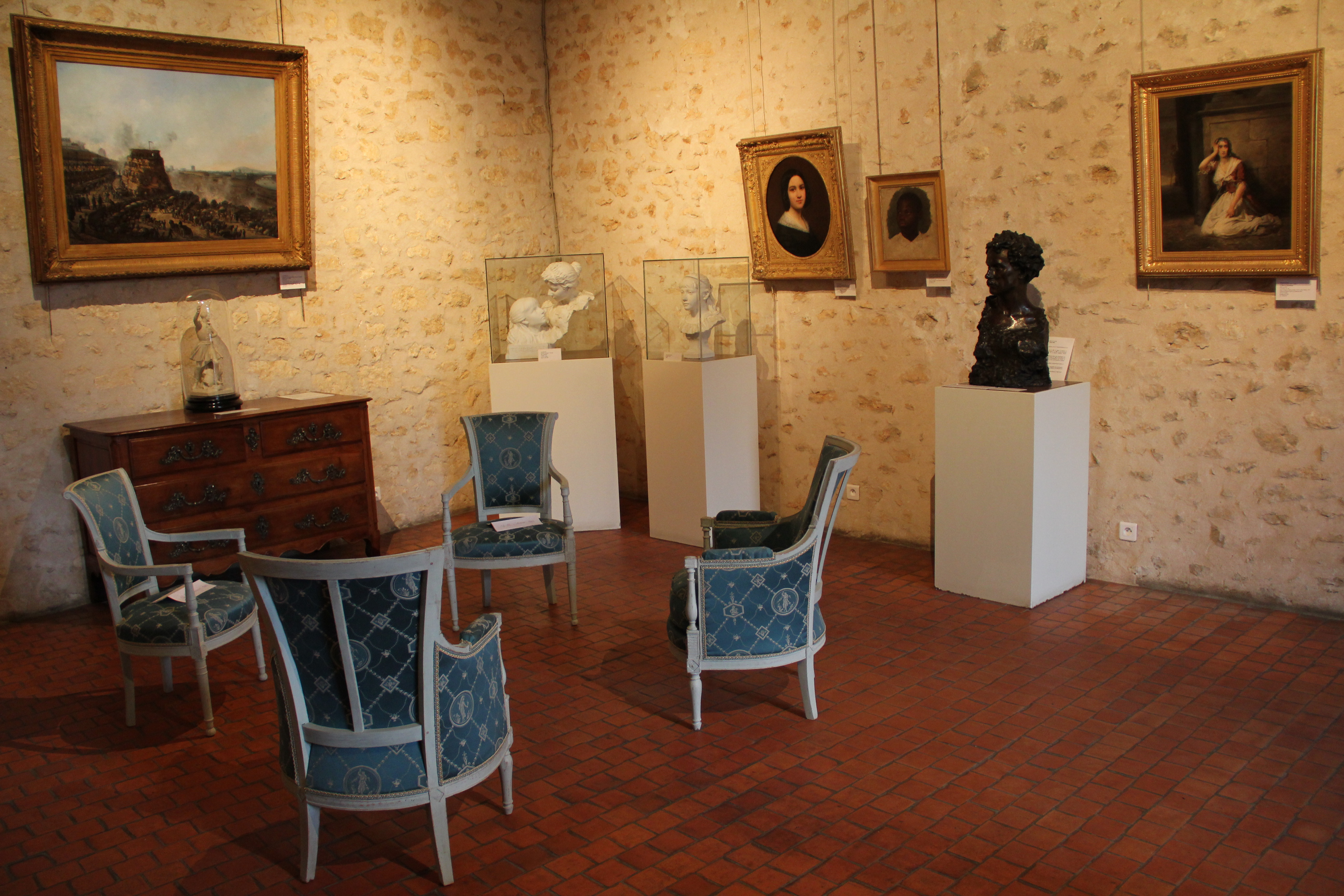
Anciennes cuisines du château aménagées pour le musée.
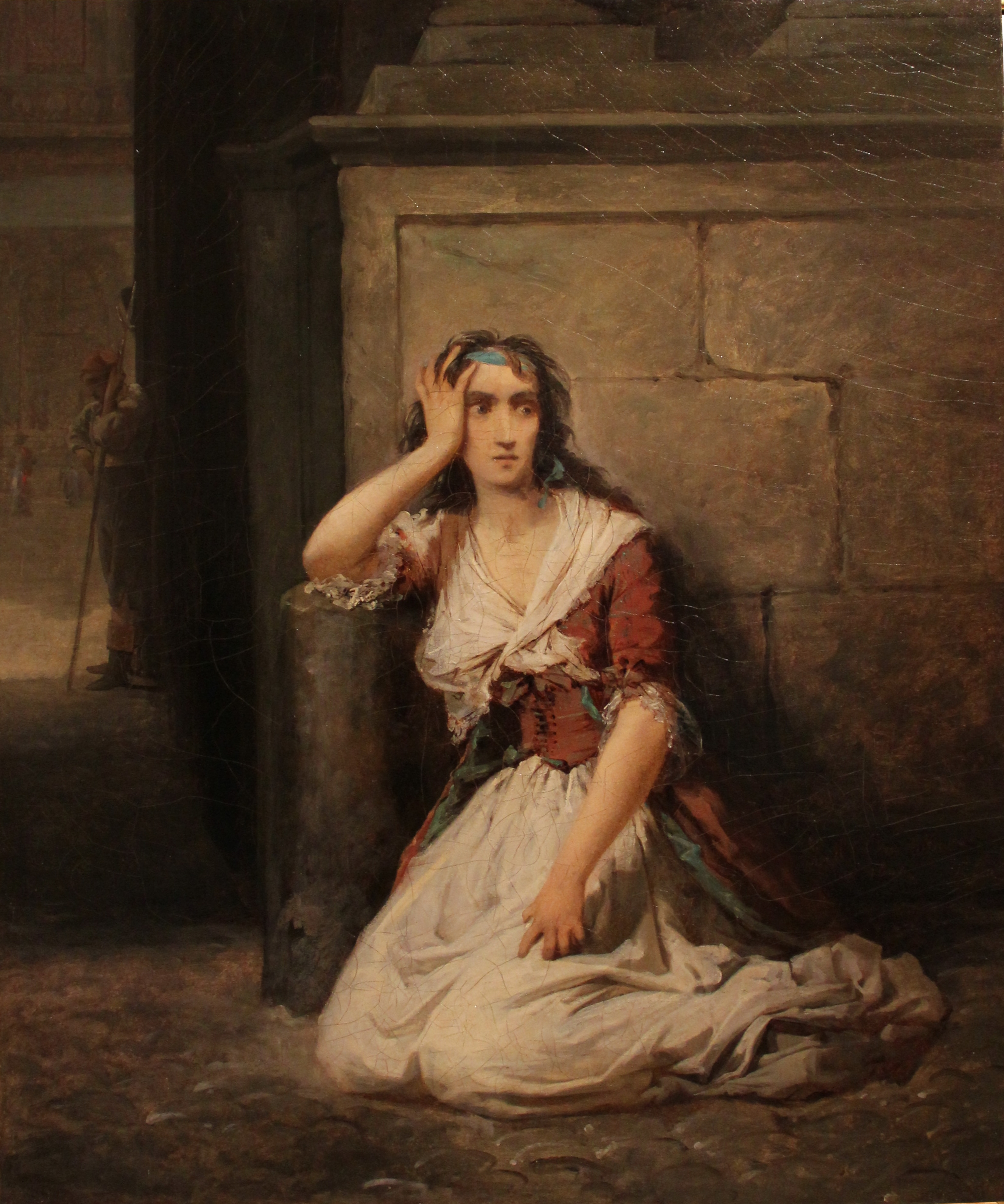
La folle du Luxembourg Clara Filleul - 1842.
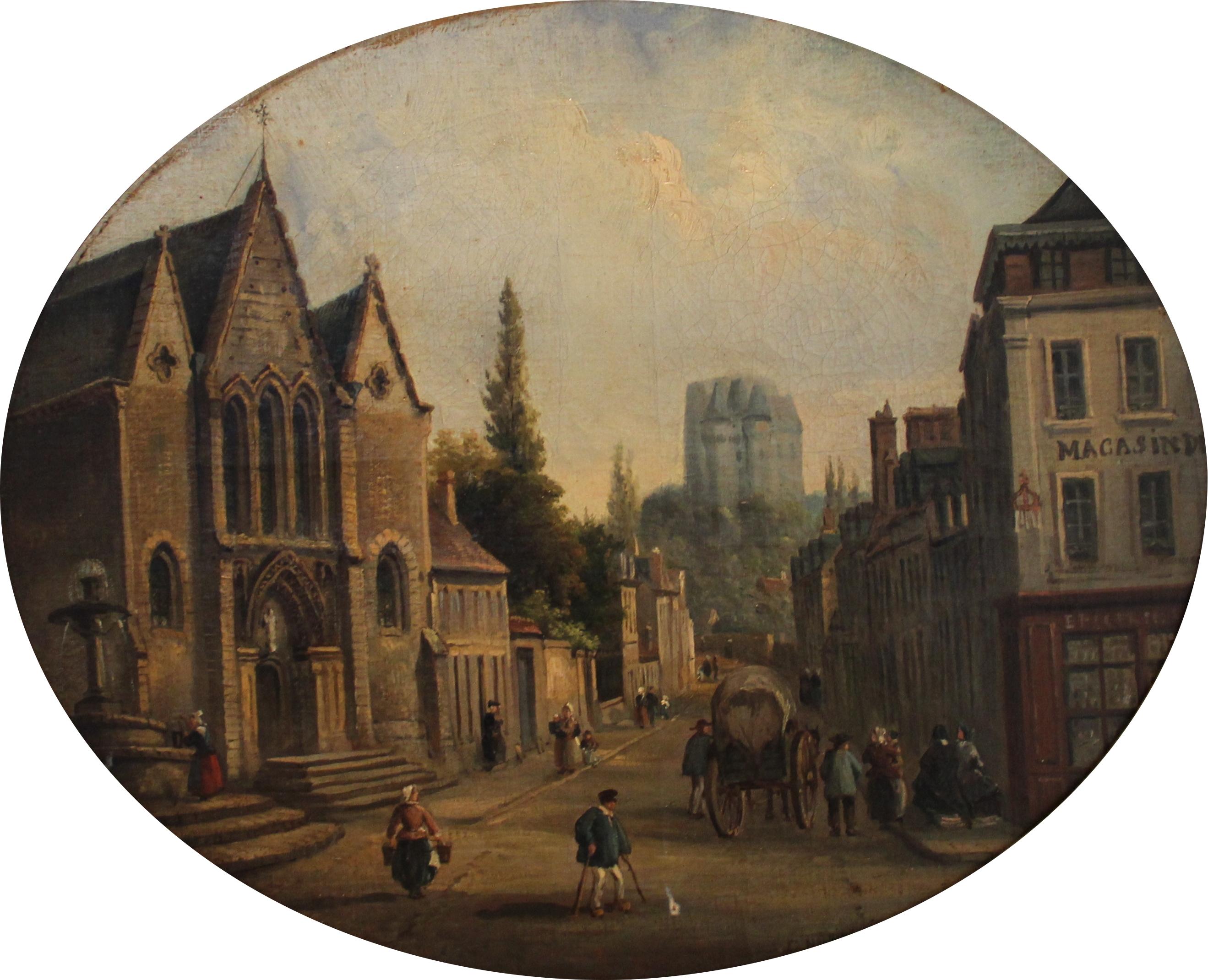
Église Notre-Dame, fontaine et rue Dorée Louis Moullin - vers 1860.

#### Gastronomie
Nogent-le-Rotrou ne possède aucune spécialité culinaire notable. Le pain, les soupes, les légumes et les animaux de basse-cour (notamment la viande de porc) constituaient la base de l'alimentation percheronne jusqu'au début du XXe siècle. Du gibier pouvait agrémenter les repas de fête. La région entourant Nogent-le-Rotrou produit du lait et ses dérivés, du cidre et des produits carnés, destinés à une vente dans tout le pays et à l'international.

#### Arts et littérature
Le chanteur humoristique français Oldelaf se moque d'une ville à l'image assez négative et triste, dans son titre La Tristitude, qui a rencontré un important succès médiatique en 2011 : « La tristitude / C'est franchir le tunnel de Fourvière le 15 août / Quand tu dois aller vivre à Nogent-le-Rotrou / Quand ton coiffeur t'apprend que t'as des reflets roux / Et ça fait mal (…) »

### Parcs et jardins
La politique paysagère et environnementale de la ville a été récompensée en 2010 par deux fleurs au concours des villes et villages fleuris, de même qu'en 2016.
Le parc public Daupeley présente un cèdre bleu de l'Atlas d'une hauteur de 26 m et d'une circonférence de 5,5 m, âgé de 190 ans, labellisé « Arbre remarquable de France » en 2020,.

Parcs et jardins
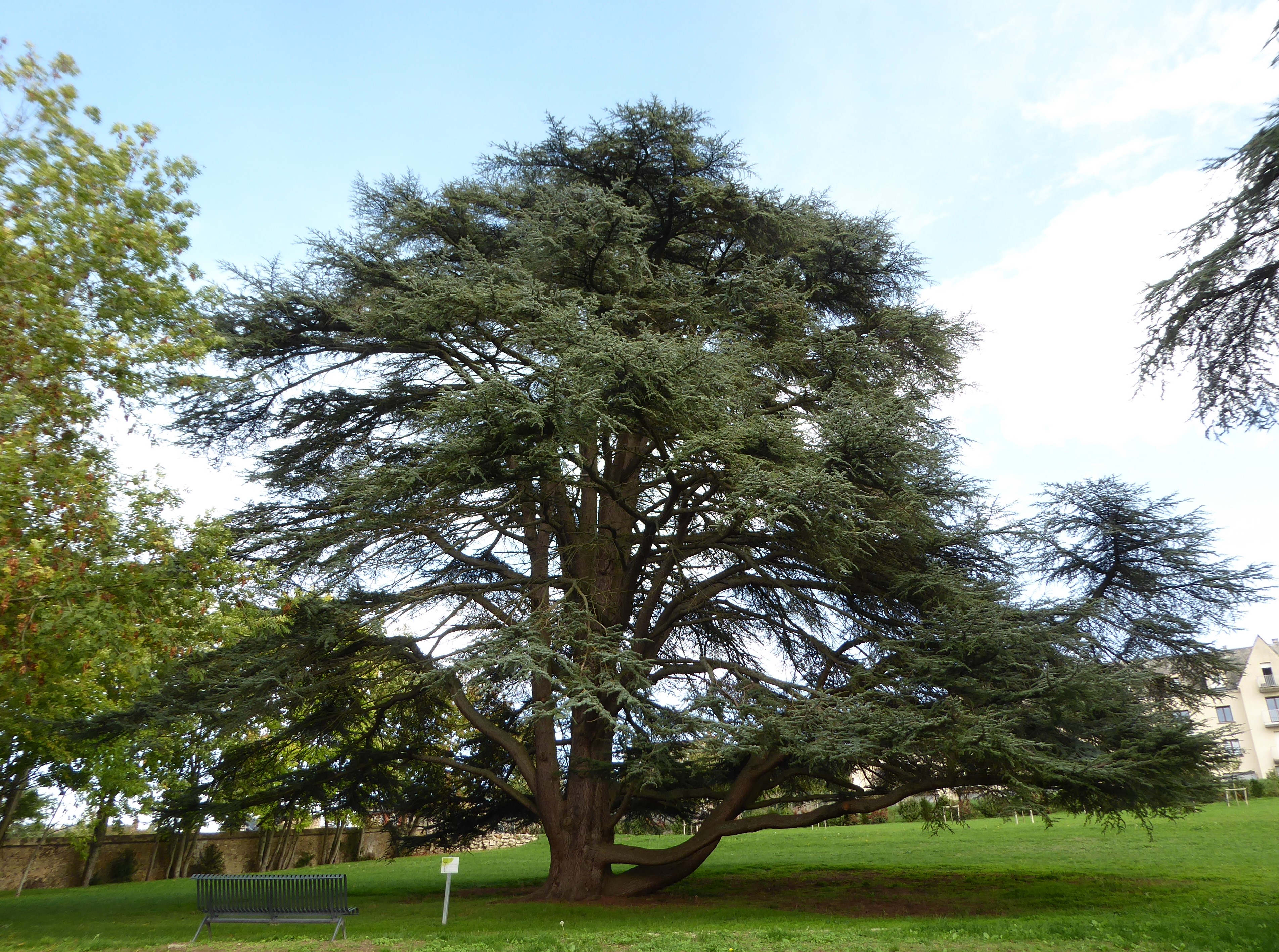
Cèdre bleu de l'Atlas, parc Daupeley.
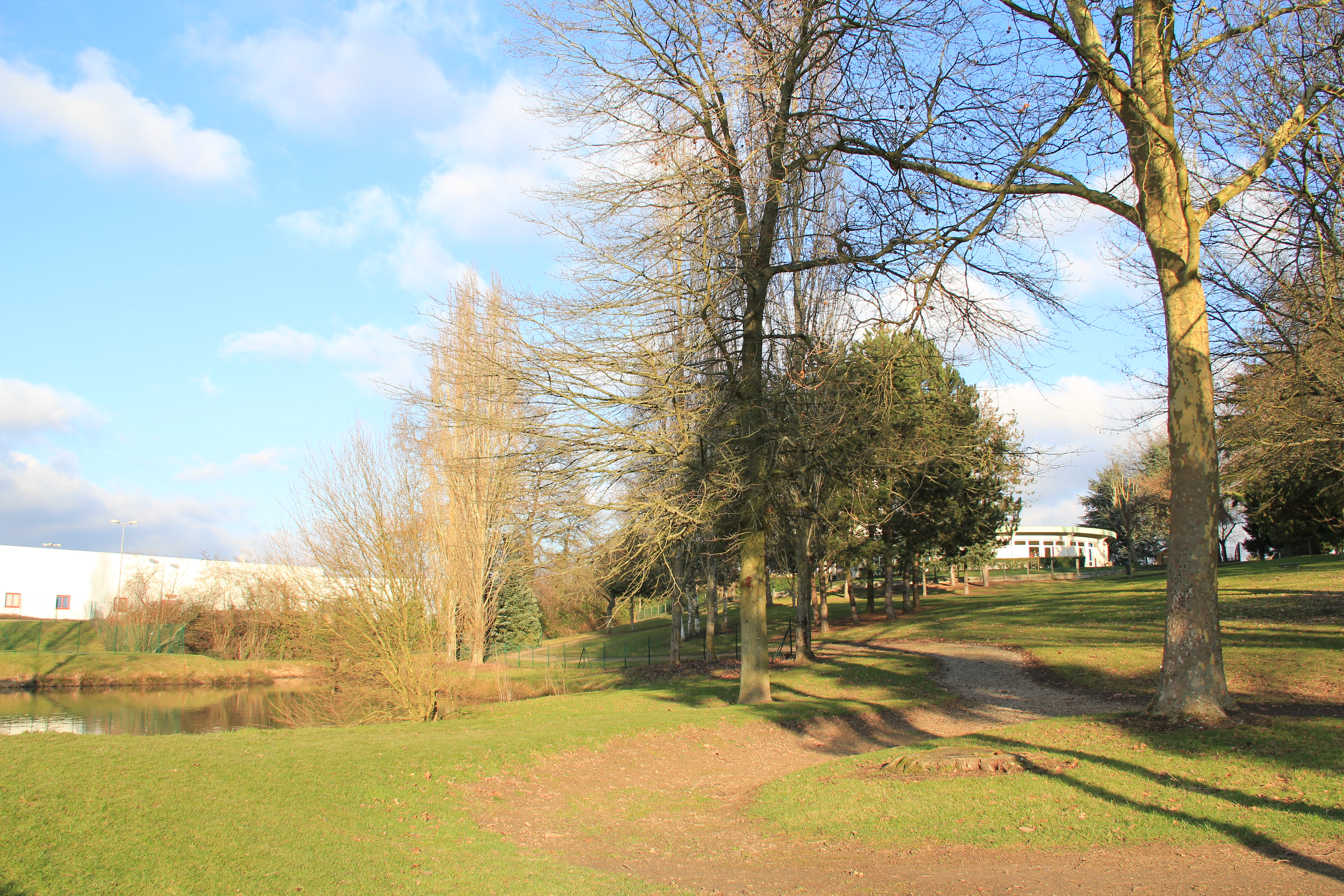
Parc municipal.
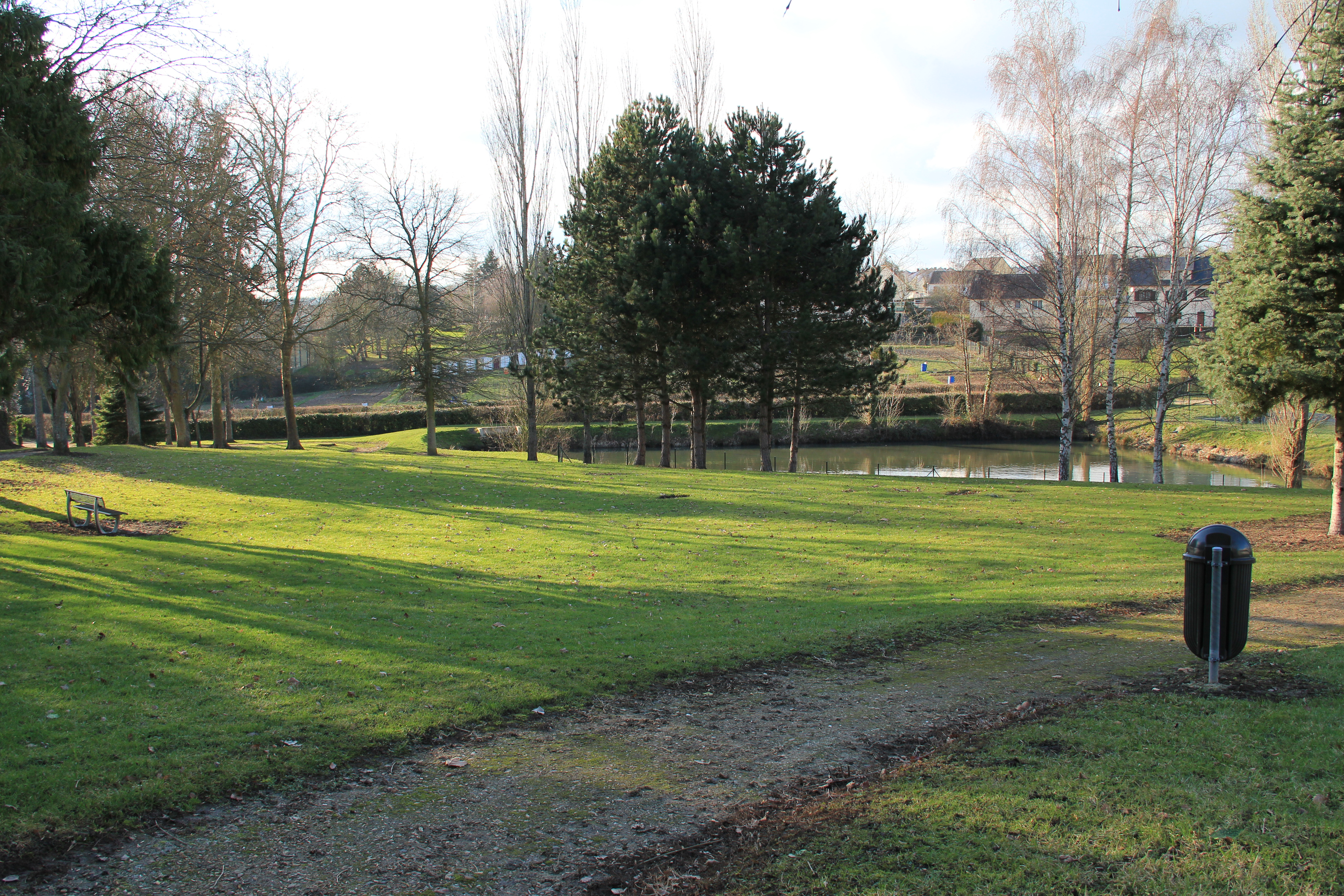
Parc municipal.

### Sports
- Rugby à XV
  - Rugby club Percheron Nogent-le-Rotrou

### Personnalités liées à la commune

#### Naissance
Sont nées à Nogent-le-Rotrou les personnalités suivantes :
- Rémy Belleau (1528-1577), poète de la Pléiade[106] ;
- René Courtin (XVIe siècle), historien du Perche[b 2] ;
- Florent Goulet (XVIe siècle), poète élégiaque français[b 2] ;
- Charles de Bourbon-Soissons (1566-1612), cousin du roi Henri IV, grand maître de France et vice-roi de Nouvelle-France[b 2] ;
- Antoinette Le Conte (v. 1600-1661), femme de Denis Charpentier, premier secrétaire du cardinal de Richelieu[107] ;
- Françoise-Marie Jacquelin (1621-1645), une des premières femmes à élever une famille au Nouveau-Brunswick, héroïne acadienne ;
- Jacques Charles Giroust (1749-1836), homme politique français, plusieurs fois député d'Eure-et-Loir durant la Révolution française[b 2] ;
- Jacques Guillier de Souancé (1749-1812), homme politique né à Nogent-le-Rotrou, député d'Eure-et-Loir au Corps législatif.
- Jean-Marin Dubuard (1769-1837), baron de l'Empire[b 2] ;
- François Emmanuel Judith Louis Pinceloup de Maurissure[108] (1782-1859), né et décédé à Nogent-le-Rotrou, homme politique député d'Eure-et-Loir à la Chambre des Cent-Jours.
- Jules Desnoyers (1800-1887), géologue, archéologue et historien français, membre fondateur de la Société géologique de France[b 2] ;
- Clara Filleul (1822-1878), peintre et autrice de contes pour enfants ;
- Camille Silvy (1834-1910), photographe qui fut essentiellement actif en Grande-Bretagne ;
- Gustave Le Bon (1841-1931), sociologue, psychologue, anthropologue et médecin français ;
- Mathilde Mauté (1853-1914), ex-Madame Paul Verlaine ;
- Camille Gâté (1856-1900), sculpteur français[b 2] ;
- Raymond Jean Verdun (1873-1954), peintre français 2 mars 2020 ;
- André Badin (1932-2009), acteur français ;
- Joël-Marie Fauquet (né en 1942), musicologue ;
- Jean-Loup Cornilleau (né en 1943), artiste plasticien français ;
- François Huwart (né en 1947), homme politique français, maire de Nogent-le-Rotrou depuis 1989, député d'Eure-et-Loir (1997-1999 et 2003-2007), secrétaire d'État au commerce extérieur (1999-2002) ;
- Laurent Beauvais (né en 1952), homme politique français, président du conseil régional de Basse-Normandie (2008-2015) ;
- Sophie-Véronique Cauchefer-Choplin (née 1959), organiste de concert ;
- Daniel Fernandes (né en 1973), judoka français ;
- Joël Gouhier (né en 1949), pilote automobile français ;
- Antoine Pellion (né en 1983), haut fonctionnaire français ;
- Yoann Kowal (né en 1987), athlète français.

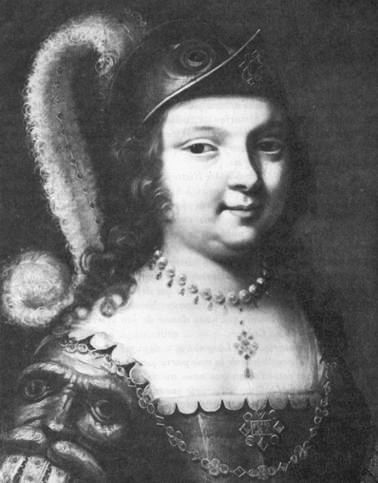
Françoise-Marie Jacquelin.
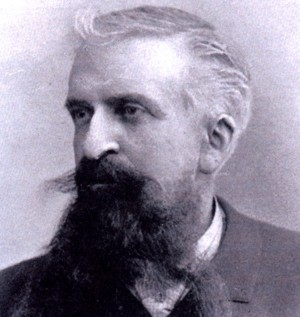
Gustave Le Bon.
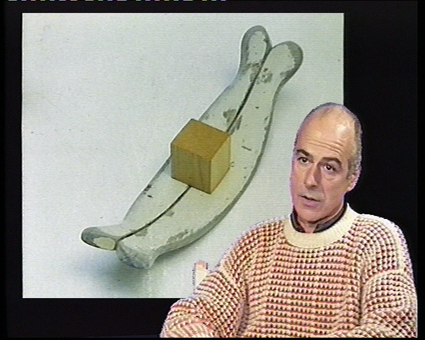
Jean-Loup Cornilleau.
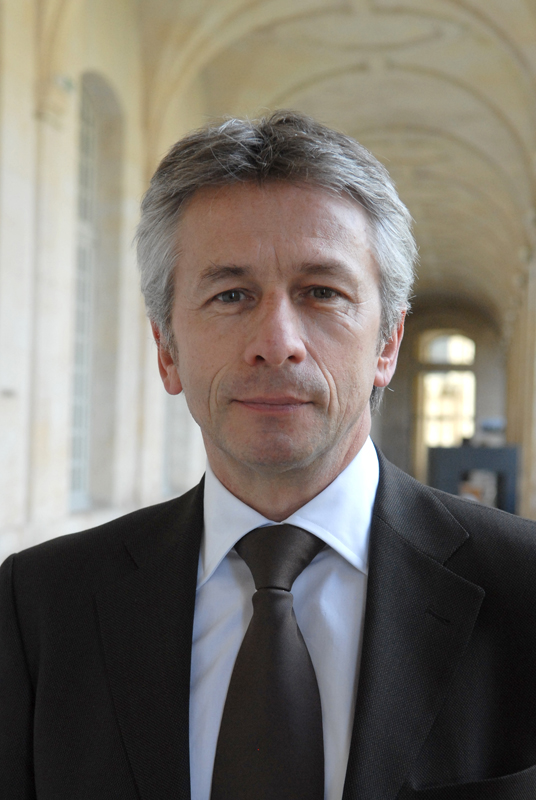
Laurent Beauvais.

#### Décès
Sont décédées à Nogent-le-Rotrou les personnalités suivantes :
- Jacques Charles Giroust (1749-1836), homme politique français, plusieurs fois député d'Eure-et-Loir durant la Révolution française ;
- Charles-Guillaume Gouhier de Petiteville, comte de Charencey (1773-1838), officier français, député de l'Orne, officier de la Légion d'honneur ;
- Jules Desnoyers (1800-1887), géologue, archéologue et historien français, membre fondateur de la Société géologique de France ;
- Marie-Élise-Jeanne Guérin (1868-1938), née à Lisieux, cousine de Sainte Thérèse de l'Enfant Jésus, morte à Nogent-le-Rotrou où elle s'était retirée[109] ;
- Charles-Joseph Pasquier, dit Bach (1882-1953), chanteur, acteur et auteur dramatique français ;
- Denise Cools (1903-1974), poétesse et romancière ;
- Michel Hoguet (1910-1997), homme politique français, député de Nogent-le-Rotrou ;
- Raymond Poïvet (1910-1999), dessinateur de bande dessinée français ;
- Florence Véran (1922- 2006), compositrice et chanteuse française ;
- André Landault (1913-2009), écrivain français.

#### Autres
- Louis de Bourbon-Condé (1530-1559), prince du sang, général, principal chef protestant durant les trois premières guerres de Religion, père de Charles de Bourbon-Soissons, était seigneur de Nogent-le-Rotrou.
- Maximilien de Béthune, duc de Sully (1559-1641), ministre d'Henri IV et maréchal de France, était marquis de Nogent-le-Rotrou. Il est enterré à Nogent-le-Rotrou, à l'extérieur de l'Hôtel-Dieu[110].
- Une statue du général Jules de Saint-Pol (1810-1855), tué pendant la guerre de Crimée, a été érigée en 1857 sur la place principale de Nogent-le-Rotrou, mais elle fut retirée par l'armée allemande en 1943. Après la guerre, la place fut renommée « place Saint-Pol », et une plaque est dédiée à la mémoire du général.
- Paul Harel (1854-1927), poète français, a vécu trois ans à Nogent-le-Rotrou durant son adolescence.
- Paul Deschanel (1855-1922), président de la République française, académicien, a été pendant 35 ans (1885-1920) député de la circonscription de Nogent-le-Rotrou.
- Jean Héritier (1892-1969), historien, journaliste et collaborationniste, a habité à Nogent-le-Rotrou, il a été professeur de grec et de latin au collège Rémy Belleau.
- Lucien Blin (1906-1975), compositeur, a habité à Nogent-le-Rotrou à partir de 1932 et y a fondé l'école municipale de musique[m 3].
- Bertrand Gallet (né en 1945), homme politique, écrivain, colauréat du prix Albert-Londres en 1985, a été député de la circonscription de Nogent-le-Rotrou de 1988 à 1993 et adjoint au maire de Nogent-le-Rotrou de 1983 à 1989.
- Patrick Tort (né en 1952), philosophe et théoricien de la connaissance, directeur de l’Institut Charles Darwin International, Lauréat de l’Académie des sciences, a passé son enfance à Nogent-le-Rotrou (1952-1961). Il fut élève au lycée Rémi-Belleau (1957-1961), où, revenu en 1968-1969, il a remplacé, à l’âge de 17 ans, un professeur malade.
- Bruno Rocco (né en 1963), auteur français de bande dessinée, vit actuellement à Nogent-le-Rotrou.
- Rod Janois (né en 1976), compositeur et chanteur (ça ira mon amour), a grandi à Nogent-le-Rotrou.

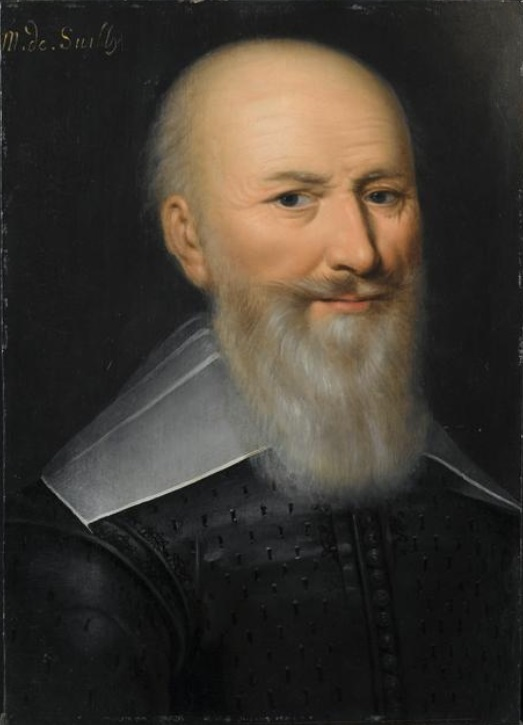
Sully.
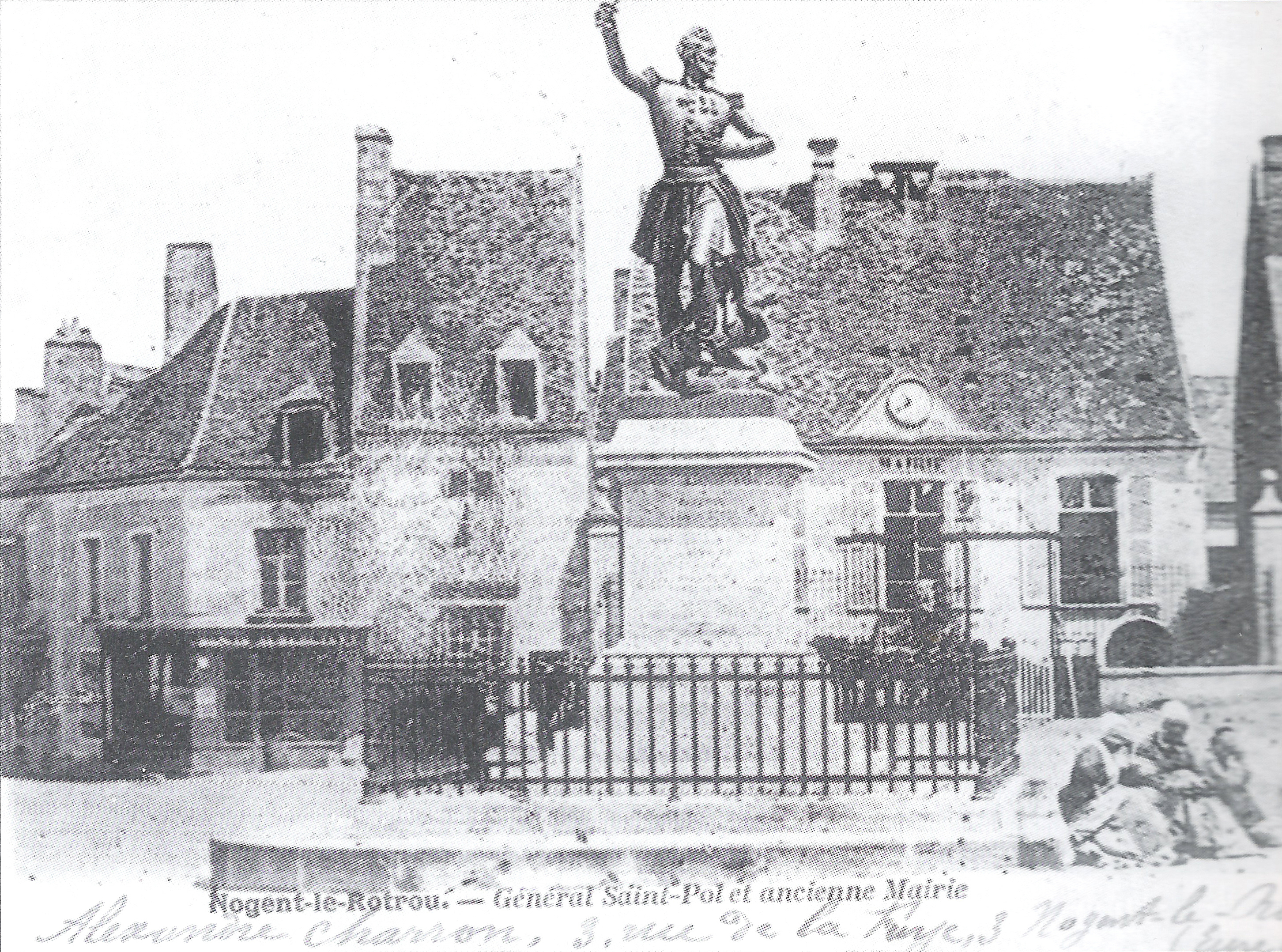
Jules de Saint-Pol.
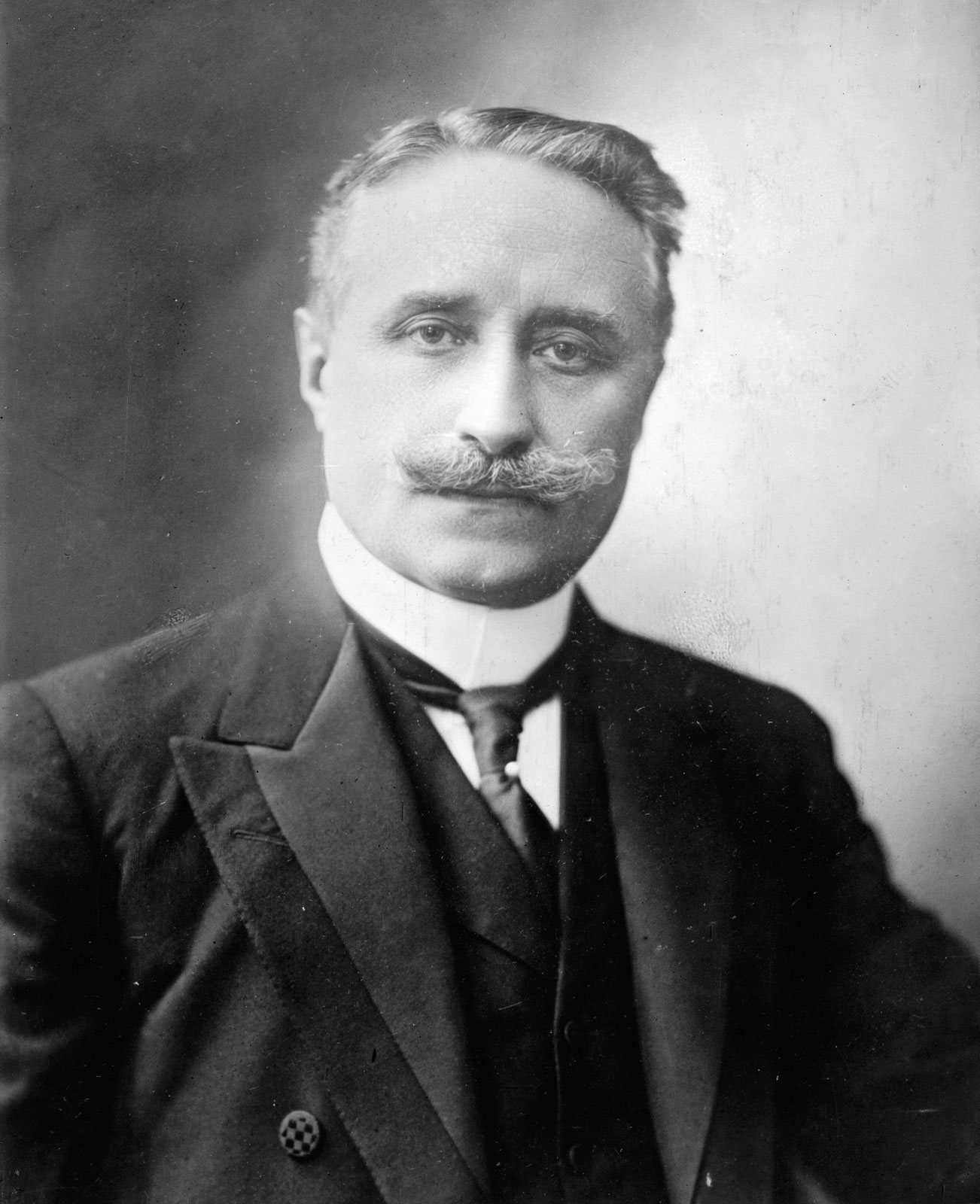
Paul Deschanel.

### Héraldique
| Armes de Nogent-le-Rotrou | Les armes de la commune de Nogent-le-Rotrou se blasonnent ainsi : D'azur au lion d'argent accosté de deux fleurs de lys d'or. |

#### Bases de données et dictionnaires
- Site officiel
- Ressources relatives à la géographie :   - Insee (communes)
  - Ldh/EHESS/Cassini
- Ressource relative à plusieurs domaines :   - Annuaire du service public français
- Ressource relative à la musique :   - MusicBrainz
- Notice dans un dictionnaire ou une encyclopédie généraliste :   - Gran Enciclopèdia Catalana
- Notices d'autorité :   - VIAF
  - BnF (données)
  - LCCN
  - GND
  - Israël